# Svenska Hockeyligan
Die Svenska Hockeyligan (SHL) (zwischen 1975 und 2013 Elitserien i ishockey) ist die höchste Spielklasse für schwedische Eishockeyvereine. Der Sieger der Play-offs ist schwedischer Meister. Die ehemalige Bezeichnung Elitserien wurde auch für andere Sportarten benutzt, aber die Eishockeymeisterschaft gilt als die bekannteste. Um sich jedoch eine eindeutige Identität zu geben, entschloss der Schwedische Eishockeybund (Svenska Ishockeyförbundet), im Juni 2013 eine Umbenennung der Spielklasse in Svenska Hockeyligan.

## Modus

Logo der Elitserien

Die Svenska Hockeyligan besteht aus 14 Mannschaften, welche eine Doppelrunde mit 52 Spielen je Klub spielen. Für ein Spiel in der Vorrunde („Grundserien“) erhält der Sieger nach 60 Minuten 3 Punkte. Steht das Spiel unentschieden nach 60 Minuten, wird das Spiel um 5 Minuten verlängert mit 3 gegen 3. Steht danach immer noch kein Sieger fest, wird der Sieger im Penaltyschießen entschieden. Für einen Sieg nach Verlängerung bzw. Penaltyschießen erhält der Sieger 2 Punkte, der Verlierer 1 Punkt.
Nach der Vorrunde qualifizieren sich die besten sechs Mannschaften direkt für das Play-off-Viertelfinale, die Mannschaften auf den Plätzen 7 bis 10 spielen in Best-of-Three-Serien zwei weitere Play-off-Teilnehmer aus. Die weiteren Play-off-Serien werden komplett im Modus „Best-of-Seven“ gespielt. Der Sieger der Play-offs wird mit dem Le-Mat-Pokal ausgezeichnet.
Der 13. und 14. der SHL spielen in einer „Play-out“ genannten Serie in höchstens sieben Spielen gegeneinander. Der Verlierer dieser Serie steigt in die 2. Liga, die HockeyAllsvenskan, ab, der Sieger verbleibt in der SHL.

## Geschichte vor Einführung der Elitserien (1922–1975)

### Das organisierte Eishockeyspiel nimmt Formen an

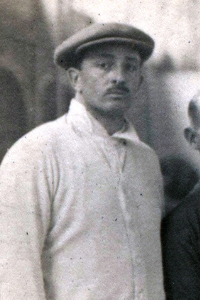
Raoul Le Mat (1920)

Das Eishockeyspiel in Schweden begann im Herbst 1919 mit einem Treffen zwischen dem Kinobesitzer Raoul Le Mat, dem Vorsitzenden des schwedischen Fußballverbandes Anton Johansson und dem Bandyspieler Torsten Tegnér, die zusammen beschlossen, eine schwedische Eishockey-Nationalmannschaft ins Leben zu rufen. Da Schweden viele gute Bandyspieler hatte, spielten diese zunächst auch Eishockey und nahmen an den Olympischen Spielen in Antwerpen 1920 teil. Das erste Eishockeyspiel auf schwedischem Boden fand am 30. Januar 1921 zwischen dem IFK Uppsala und dem Berliner SC statt. Überraschenderweise besiegten die Schweden die Berliner im Stockholms Stadion vor 2.000 Zuschauern mit 4:1. Am 17. November 1922 wurde der Svenska Ishockeyförbundet (Der schwedische Eishockeyverband) im Büro des Svenska Fotbollförbundet (dem schwedischen Fußballverband) in Skeppsbron in Stockholm gegründet. Im selben Jahr wurde die erste schwedische Eishockeymeisterschaft ausgespielt. Das Finale zwischen IK Göta und Hammarby zog jedoch nur ein paar hundert Zuschauer an, während das Bandyfinale zwischen Sirius und Västerås im selben Jahr 7.000 Zuschauer gesehen hatten. Dieser Vergleich macht deutlich, dass Eishockey zunächst einen schweren Stand hatte und wurde von einigen Zeitgenossen eher als Zeitvertreib neben Bandy gesehen. Die Fürsprecher des Ballspieles betrachteten Bandy als ästhetischen und gar intellektuellen Sport, wohingegen Eishockey als „vulgärer Import“ verachtet wurde. Der Umschwung setzte ein, als in den späten 20er Jahren kanadische Mannschaften wie Victoria HC nach Schweden kamen und Spiele gegen schwedische Auswahlmannschaften bestritten. Obwohl die Kanadier haushoch gewannen, wurden die Spiele vor bis zu 6.000 Zuschauern ausgetragen. Bandy wurde nur im Norden gespielt, und daher waren ähnliche Sportveranstaltungen, wie sie das Eishockey durchführen konnte, unmöglich. 

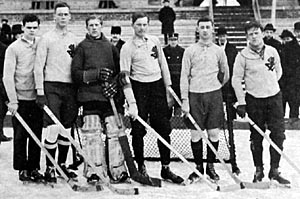
IK Göta, der erste Meister (1922)

Von 1922 bis 1925 wurde dem Meister keine Trophäe ausgehändigt, seit 1926 erhält der Sieger der Meisterschaft den La Mat-pokal, geschaffen auf Initiative von Le Mat und finanziert mit Mitteln der Filmgesellschaft Metro-Goldwyn-Mayer. Erster Meister wurde der IK Göta, dessen Mannschaft im Finale Hammarby mit 6:0 besiegte, und der bis 1930 das schwedische Eishockey mit sieben Titeln in neun Jahren dominierte. Bis Mitte der 50er Jahre behielten die Stockholmer Mannschaften die Vorherrschaft, hauptsächlich wechselten sich Hammarby, der AIK und Södertälje mit dem Gewinn des Titels ab. Erwähnenswert bleibt das Jahr 1939, als der Meister nicht ermittelt werden konnte, da es nur eine Kunsteisfläche in Stockholm gab und durch den milden Winter keine natürliche Eisfläche zur Verfügung stand. 1956–1965 wurde die Meisterschaft im Ligaspiel entschieden. 1957 gelang es dann endlich zum ersten Mal einer Mannschaft außerhalb der Hauptstadt Meister zu werden, als die Gävle Godtemplare am vorletzten Spieltag Djurgården vor 18.000 Zuschauern mit 3:2 schlugen. 1958 wechselte der Eishockeythron wieder nach Stockholm und blieb dort bis 1963, denn in diesen sechs Jahren gewann Djurgården alle Meisterschaften und war zu diesem Zeitpunkt, mit einer Serie von 57 unbesiegten Spielen zwischen November 1958 und November 1962, wahrscheinlich eine der besten Mannschaften Europas.

### Rögle und der „Pollenkönig“

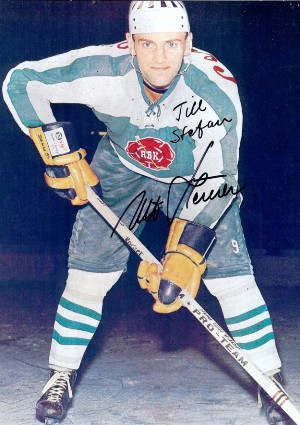
Ulf Sterner im Dress von Rögle BK

Auch wenn die Kommerzialisierung des schwedischen Eishockeys noch in den Kinderschuhen steckte, so gab es doch erste Anzeichen dafür bereits in den 60er Jahren. Den Anfang machte das kleine Dorf Rögle, gelegen zwischen Ängelholm und Helsingborg in Skåne. Seit 1950 hatte der Verein Rögle BK eine Eishockeyabteilung, aber der Durchbruch kam 1963 als der Unternehmer und Multimillionär Gösta Carlsson (durch sein Pharmaunternehmen auch bekannt als „Pollenkönig“) Millionen Kronen investierte um eine Eishockeyhalle in Ängelholm zu bauen und sowohl ausländische als auch schwedische Profis nach Skåne holte, wie z. B. den gestandenenen NHL-Spieler Ulf Sterner. Schnell schaffte der Verein den Durchmarsch von der dritten in die höchste Liga und entfachte eine regelrechte Euphorie mit 3.000 Zuschauern pro Spiel. Rögle BK bekam das Etikett, der erste Profiverein Schwedens zu sein, aber viele störten sich daran, dass die Mannschaft durch die Investitionen Carlssons auch Werbung für seine Produkte machte, da das Sponsoring zu dieser Zeit sehr unüblich war. Der Erfolg währte jedoch nur kurz, die für viel Geld geholten Spieler zogen aus ökonomischen Gründen bald weiter und Anfang der 70er Jahre war Rögle wieder in der dritten Liga angelangt. Aber mit dem Ergebnis, dass der Verein nun über eine relativ gute Jugendabteilung verfügte, die den Club auf lange Sicht am Leben halten sollte. Für Gösta Carlsson selbst nahm das Leben eine dramatische Wende, als er im Oktober 1971 öffentlich machte, dass er Kontakt mit Außerirdischen gehabt hatte.

### Die Dominanz von Brynäs und Leksand

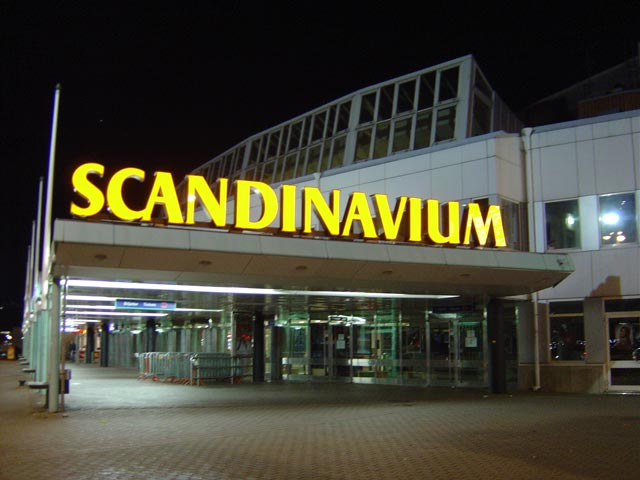
Scandinavium, Ort der Entscheidung 1975

Seit 1966 dominierten Brynäs IF (Gävle) und Leksands IF das schwedische Eishockey vollständig und alle Meisterschaften bis 1975 gingen an eine der beiden Mannschaften. 1966–1968 gewann Brynäs drei Meisterschaften in Folge, aber 1969 war Leksand an der Reihe und konnte trotz einer deftigen 1:6-Niederlage gegen Brynäs durch ein 1:1 im letzten Spiel gegen MoDo den Titel gewinnen, da Brynäs zeitgleich mit 4:6 gegen Frölunda verlor. 1970–1972 dominierte wieder Brynäs und wurde während dieser Zeit mit der unbesiegbaren sowjetischen Nationalmannschaft verglichen. Die Meisterschaft 1972 gewann die Mannschaft aus Gävle nach einem 9:2 gegen Leksand und mit 5 Punkten Vorsprung. Seit 1973 dominierte dann Leksand und gewann alle Meisterschaften bis zur Einführung der Elitserien 1975. Der Titel 1973 entschied sich nach einem 5:4 von Leksand in Gävle und 1974 gewann man die Meisterschaftsrunde mit sechs Punkten Vorsprung. 1975 wurde die Meisterschaft in drei Finalspielen entschieden, in denen Leksand das erste Spiel in Brynäs mit 3:2 gewann und das zweite Spiel in Leksand von Brynäs mit 7:6 gewonnen wurde. Das entscheidende dritte Spiel wurde im Scandinavium (Göteborg) ausgetragen und hier hatte Leksand das Glück auf seiner Seite, denn erst wurde ein Tor von Brynässpieler Karlsson fälschlicherweise aberkannt und im Sudden Death war es dann Roland Eriksson, der Leksand mit seinem Treffer den dritten Titel in Folge bescherte.

## Die Geschichte der Elitserien/SHL (seit 1975)

### Die Einführung der Elitserien

Brynäs IF, erster Meister der Elitserien

Der Gedanke, eine Liga mit den besten Vereinen zu bilden kam bereits in den 50er Jahren auf und Arne Grunander (Djurgården) argumentierte, dass eine solche Liga, die schlechten Vereine aussortieren würde und damit ein Gleichgewicht zwischen den Spitzenvereinen hergestellt werden würde.
Anfang der 70er Jahre geriet das schwedische Eishockey immer mehr unter Druck. Zum Ersten entwickelte Bruce A. Norris, Besitzer der NHL-Mannschaft Detroit Red Wings, ernsthafte Pläne, eine Profiliga in Europa einzuführen. Zum Zweiten begannen einheimische Spieler in die NHL abzuwandern und zum Dritten hatte die Nationalmannschaft immer mehr Schwierigkeiten den starken Mannschaften des Ostblocks, vornehmlich der Tschechoslowakei und der Sowjetunion, paroli zu bieten, da die Spieler dort das Eishockey unter Profibedingungen betreiben konnten. Durch die Einführung einer Spitzenklasse kalkulierte man, dass die schlechtesten Mannschaften aus der Spitzengruppen verschwinden und damit die Unvorhersagbarkeit jedes Spiels steigen würde was im Ergebnis zu mehr Zuschauerinteresse, d. h. höheren Zuschauereinnahmen führen würde. Mit den steigenden Einnahmen wollte man den Spielern mehr Geld zahlen können, um diese von einem Wechsel in andere Ligen wie z. B. die NHL abzuhalten.
Im Zusammenhang mit dem letzten Spieltag der Saison 1973/74 erklärte Arne Grunander, Vorsitzender des Liga-Ausschusses, dass eine Veränderung des Ligasystems angedacht war und nach einer Befragung der Vereine der höchsten Spielklass (Division I) zeigte sich, dass von allen Clubs nur MoDo gegen die Elitserien war. Daher beschloss der Svenska Ishockeyförbundet auf einem außerordentlichen Kongress die Einführung der neuen höchsten Spielklasse. In einer Qualifikationsrunde 1974/75 bestehend aus 16 Mannschaften wurden die 10 Teilnehmer der ersten Saison der Elitserien festgelegt. Diese waren: AIK und Djurgårdens IF, Brynäs IF, Färjestad BK (Karlstad), Leksands IF, MoDo (Örnsköldsvik), Skellefteå AIK, Södertälje SK, Timrå IK und Västra Frölunda (Göteborg). Die Saison war weiterhin unterteilt in eine Vorrunde („Grundserien“) mit 36 Spielen und eine Play-off-Runde, an der die Mannschaften auf den Plätzen 1-4 teilnahmen, wo diese im Modus Bester-aus-Drei in Halbfinals und Finals den Meister ermittelten. Die Mannschaften auf den Plätzen 9 und 10 stiegen direkt in die Division I ab. Am 5. Oktober 1975 fand der erste Spieltag der Elitserien statt.

### Der Norden dominiert
Kurz vor Einführung der Elitserien hatte der Titel ständig zwischen Leksands IF und Brynäs IF gewechselt und es war die Mannschaft aus Gävle, die diesen Trend fortsetzen sollte. 1976 gewann die Mannschaft sowohl die Vorrunde als auch die Meisterschaft, die durch ein Tor von Stefan Calderyd in der 17. Minute der Verlängerung des zweiten Finalspiels entschieden wurde. Mit dem Ergebnis von 6:5 durfte Mannschaftskapitän Tord Lundström den Le Mat-Pokal in die Höhe recken. 1977 konnte die Mannschaft den Sieg in Vorrunde und Meisterschaft wiederholen.

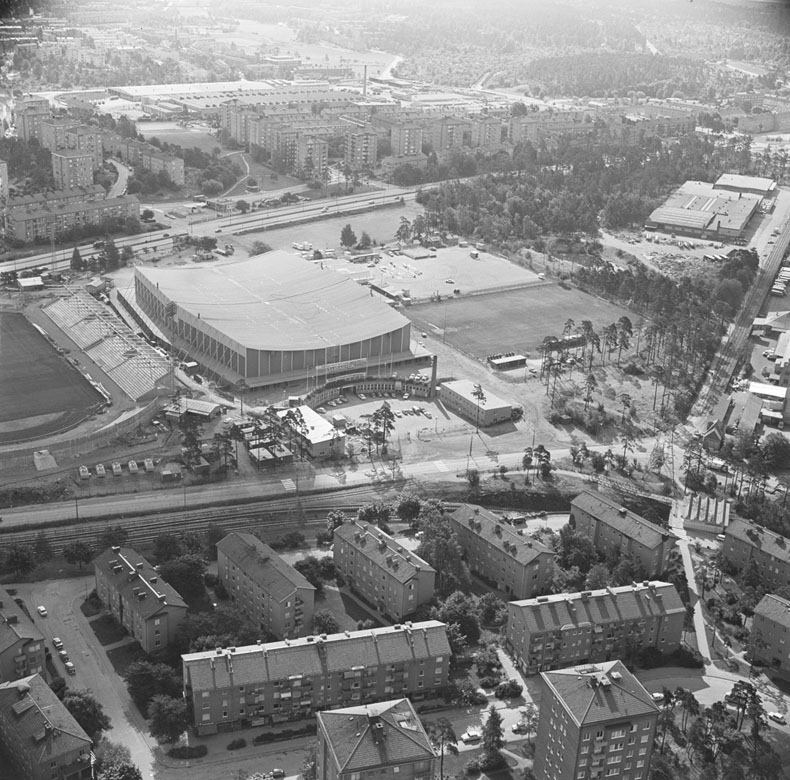
Johanneshov Isstadion

In der Saison 1977/78 wurde der Abstiegsmodus verändert, nun stieg der 10. direkt ab und der 9. musste in einer Relegationsrunde um den Verbleib in der Elitserien spielen. Die Veränderungen der Elitserien waren aber nicht nur rein organisatorischer Natur, sondern auch auf dem Spielfeld zeichnete sich eine Wachablösung ab. Hatte Brynäs lange Zeit das schwedische Eishockey dominiert, so war es die Mannschaft von Skellefteå AIK, die plötzlich um den Titel spielte. Anfang der 70er in den Niederungen der unteren Ligen verschwunden, gelang der Mannschaft unter Trainer Anders Rönnblom die fulminante Rückkehr, angeführt von dem hart spielenden Torschützenkönig und Mannschaftskapitän Hardy Nilsson. Als Zweiter der Vorrunde 1977/78 traf die Mannschaft aus dem hohen Norden auf MoDo im Halbfinale und gewann dieses mit 8:3 und 4:2. Dass Brynäs im zweiten Halbfinale gegen den AIK Stockholm überraschend ausschied markierte gleichzeitig das Ende der Ära von Brynäs. Im Finale gewannen jeweils AIK und Skellefteå ihr Heimspiel, ein drittes Spiel auf neutralem Platz war notwendig. Im Scandinavium in Göteborg stand es lange unentschieden, bevor Lasse Nyström kurz vor Ende des Spiels das 4:3 für Skellefteå erzielte und damit der Mannschaft aus Norrland den Titel bescherte. Dieser Titel war auch deswegen besonders, weil es zum ersten Mal einer Mannschaft aus Norrland (dem nördlichsten Teil Schwedens) gelungen war, die Meisterschaft zu gewinnen.

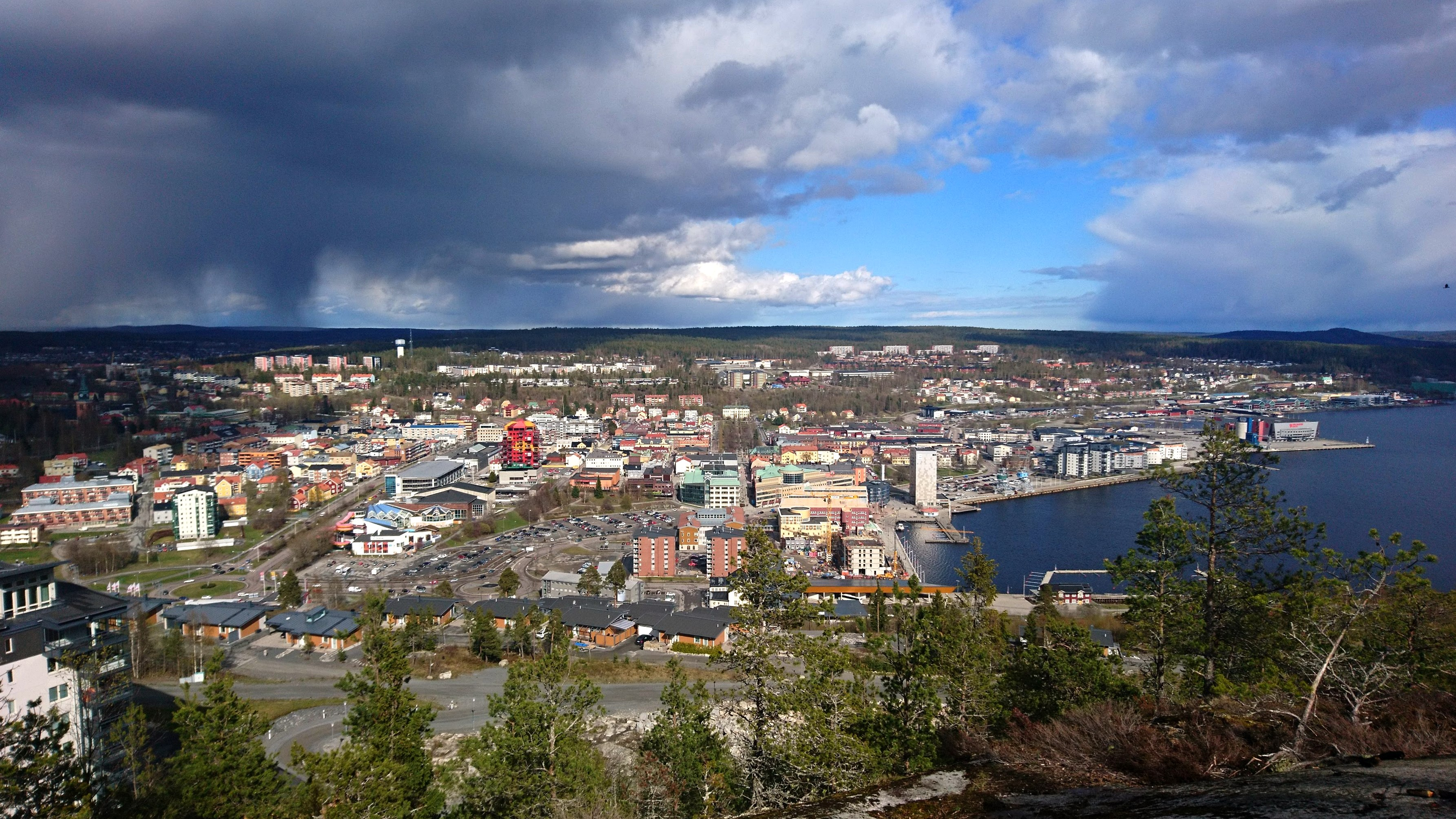
Örnsköldsvik

Auch in der darauffolgenden Saison sollte der Le Mat-Pokal in Norrland bleiben, dieses Mal stand jedoch die Küstenstadt Örnsköldsvik im Fokus des Interesses. Bereits zur Saison '77/78 hatte MoDo den Meistertrainer Tommy Sandlin verpflichtet und mit ihm hochkarätige Spieler wie Karl-Sören Hedlund. Stellte sich der Erfolg nicht sofort ein, so lief es '78/79 weitaus besser, mit Torschützenkönig Per Lundqvist belegte MoDo mit neun Punkten Vorsprung den ersten Platz nach der Vorrunde. Im Halbfinale traf die Mannschaft auf Leksands IF, die im dritten Spiel auf neutralem Platz in Johanneshov (Stockholm) mit 5:3 besiegt wurden. Auch im Finale gegen Djurgården brauchte es ein drittes Spiel, da DIF das erste Spiel mit 6:4 und MoDo das zweite Spiel mit genau dem gleichen Ergebnis gewonnen hatte. Djurgården war jedoch geschwächt worden durch eine Verletzung des Starspielers Anders Kallur, der dadurch in dieser Saison nicht mehr auflaufen konnte. Das entscheidende Finale am 27. März 1979 im Scandinavium entschied MoDo für sich durch einen Treffer von Mikko Leinonen, der das 3:2 erzielte.

### Die Elitserien wird kommerzieller
Ökonomisch erfüllten sich die Erwartungen an die Elitserien, bis 1980 hatten sich der Zuschauerschnitt auf über 5.000 stabilisiert. Die Einnahmen waren aber auch notwendig um die steigenden Spielergehälter zu finanzieren, auch wenn die Löhne weit unter denen eines Angestellten im öffentlichen Sektor lagen, der Vollzeitprofi war die Ausnahme. Auch das Medieninteresse wuchs an, die Zeitung Expressen schickte nunmehr zu jedem Eishockeyspiel einen Reporter, der sich mit der Aufzeichnung der Spielstatistik beschäftige. 1979/80 wurde die Finalserie in den Play-offs auf höchstens fünf Spiele erweitert.

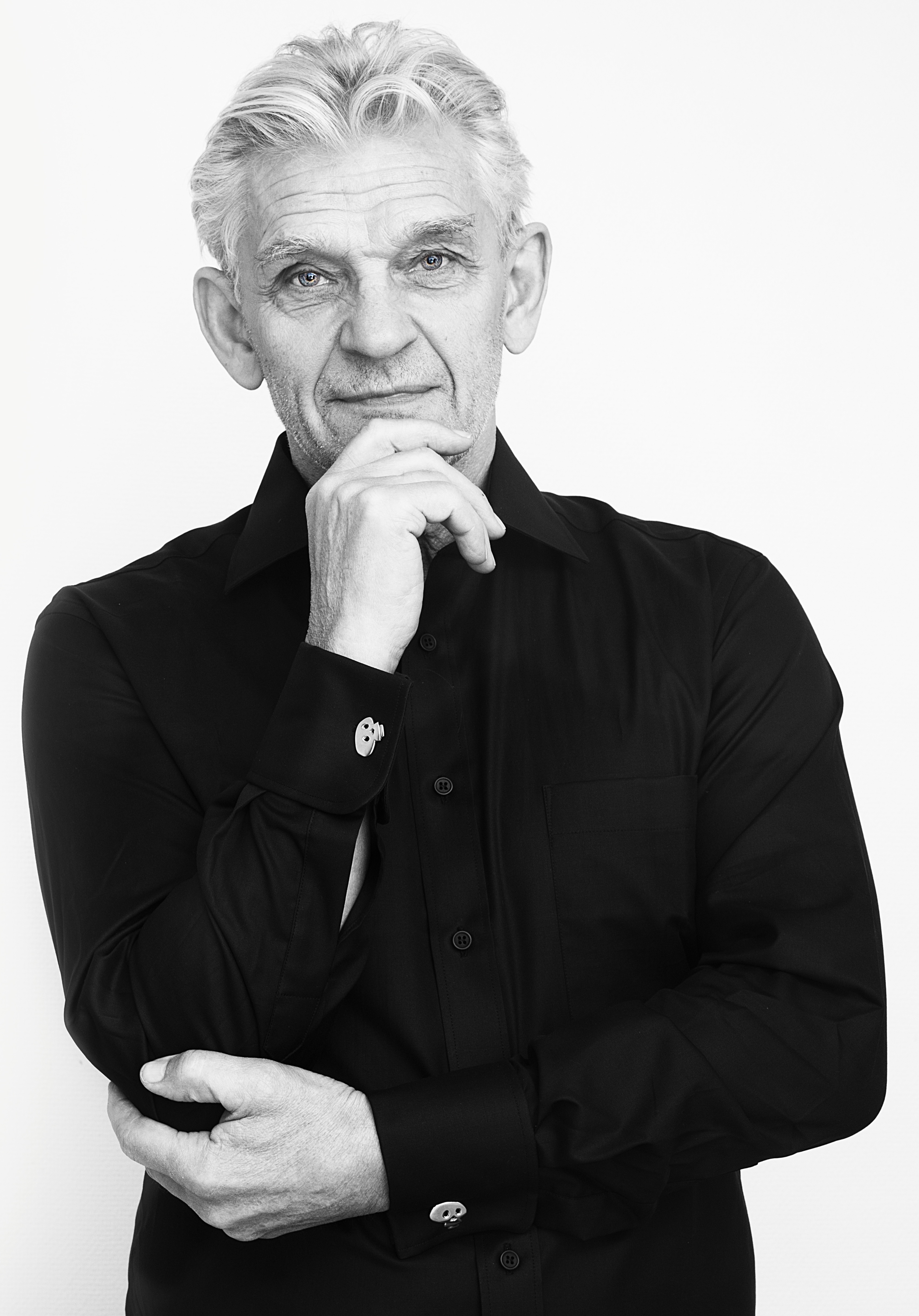
Hardy Nilsson (2012)

Dass Geld immer wichtiger wurde, zeigte sich auch in den Versuchen, die einzelne Vereine unternahmen, sich in der Eliteliga zu etablieren. In der mittelschwedischen Stadt Örebro, eher bekannt durch Fußball, versuchte der charismatische Vorsitzende Bo Ahlén den örtlichen Eishockeyverein mit aller Macht wieder in die höchste Klasse zurückzuführen, dort wo der Club bereits 1976/77 und 1978/79 gespielt hatte. Mit den Verstärkungen Hardy Nilsson, Lars-Gunnar Lundberg und Martin Karlsson wollte Ahlén die Rückkehr in die Elitserien schaffen. Da es die damals astronomische Summe von einer Million Kronen kostete die Sturmreihe nach Örebro zu holen, bekam die Offensivreihe den Namen „Miljonkedjan“ (Millionenreihe). In gut 90 Spielen erzielten die Offensivspieler über 500 Scorerpunkte, jedoch ohne dass Örebro der Aufstieg in die Elitserien gelang. Martin Karlsson sieht die Ursache darin, dass dem Verein ein sehr guter Torwart fehlte und meint, dass das in der Vorrunde kein Problem war, da die Offensivspieler diese Schwäche ausgleichen konnten, aber dass man dadurch in der Aufstiegsrunde keine Chance hatte.
Der Anstieg der Löhne und Gehälter veränderte allmählich das Eishockey auch auf der arbeitsrechtlichen Ebene, da sich die Frage zu stellen begann, ob die Vereine nicht Arbeitgeber im eigentlichen Sinne sind und damit auch Sozialabgaben für ihre Angestellten bezahlen müssen? Ausgangspunkt war der Fall des Spielers Benny Westblom, der ein monatliches Gehalt während seiner Zeit bei Västra Frölunda bezogen hatte und bei dem sich die Frage stellte, ob Westblom Rentenansprüche durch seine Anstellung erhalten hatte. Im Juni 1985 stellte das Arbeitsgericht fest, dass der Verein des angestellten Spielers die gleiche Verantwortung hat wie jeder andere Arbeitgeber und damit Sozialabgaben bezahlen muss. Damit war Eishockeyspielen nun ein Beruf wie jeder andere und die Anzahl der Spieler, die sich ausschließlich mit Eishockey befassten, stieg an. Gleichzeitig hielten auch die Sponsoren Einzug, die Versicherungsgesellschaft Trygg-Hansa, die schwedische Luftwaffe und sogar das staatliche Spirituosengeschäft Systembolaget begannen die Elitserien mit mehreren Millionen Kronen pro Jahr zu sponsern.

### Stockholm als Epizentrum des Eishockeys

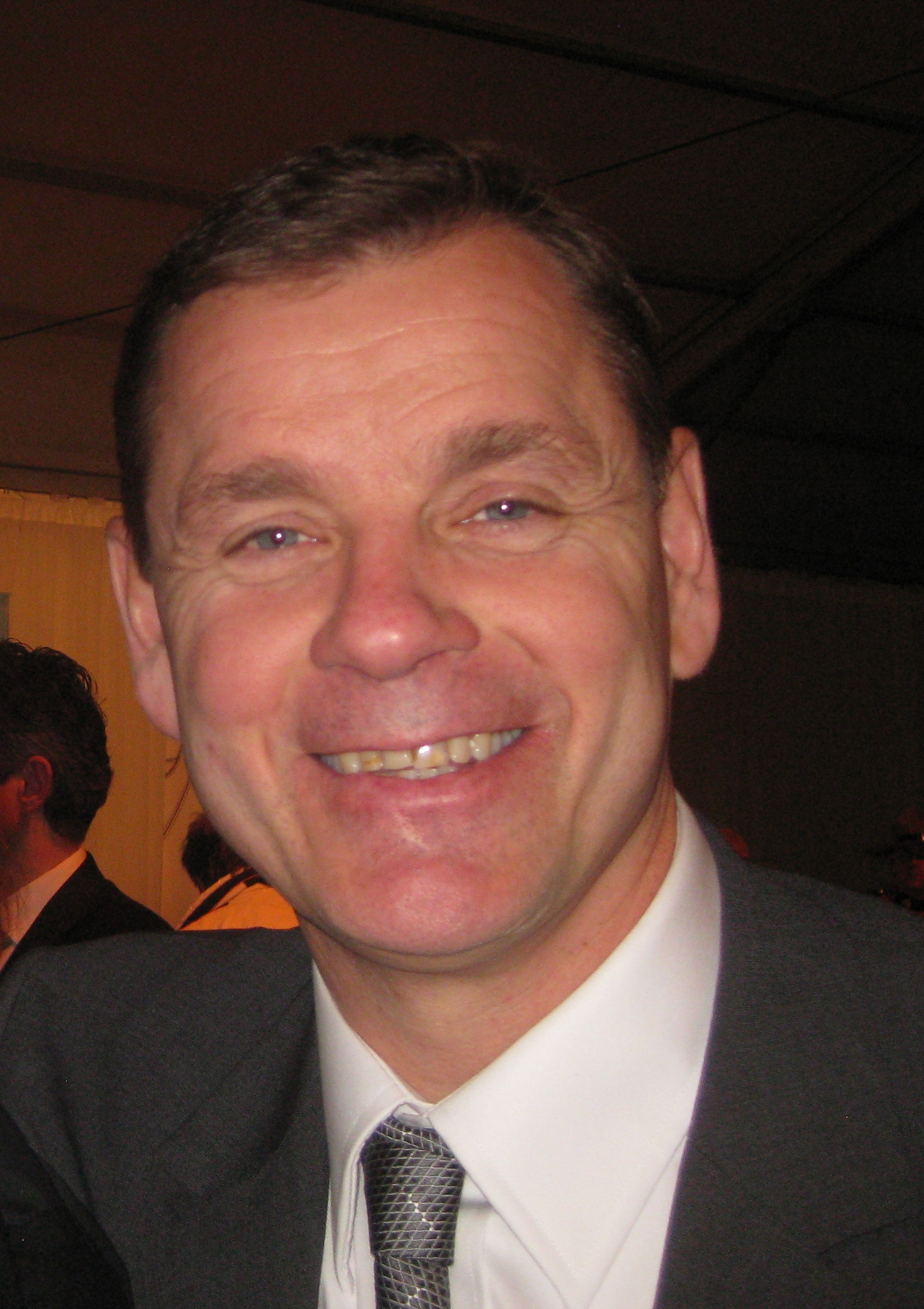
Håkan Loob (2010)

Anfang der 80er Jahre verschob sich das Geschehen des Eishockeys in Richtung Stockholm. Hatte Färjestad im Finale 1981 den AIK Stockholm noch mit 3:1 Siegen im Finale geschlagen, gelang dem Hauptstadtverein 1982 der erste Titelgewinn in der Elitserien. Im Halbfinale wurde der Gegner des Vorjahres, Färjestad, geschlagen und im Finale wartete Björklöven Umeå. Der AIK verlor zwar das erste Spiel in Umeå, gewann jedoch das zweite und dritte Spiel. Da Björklöven jedoch das vierte Spiel für sich entscheiden konnte, kam es zu einem fünften Duell, das auf neutralem Boden im Scandinavium (Göteborg) ausgetragen wurde und hier hatte der AIK mit 3:2 das bessere Ende für sich und gewann den Titel. 1983 war Rivale Djurgården am Zug und konnte mit seinem Starspieler Håkan Södergren in einem dramatischen Finale gegen Färjestads BK mit 3:2 Siegen den Le Mat-Pokal gewinnen. Håkan Loob, der Star der Mannschaft aus Värmland, spielte eine großartige Säsong, konnte die Niederlage seines Teams jedoch letztlich nicht verhindern. Das lag nicht zuletzt daran, dass Djurgården den Star von Färjestad mit harten Tacklings außer Gefecht setzte. Zudem wurde Loob andauernd vom Publikum mit Sprüchen wie „Håkan Loob ist homosexuell“ beleidigt.
1984 wurde die Dramatik in ihrer Gesamtheit noch auf die Spitze getrieben, als es zu einem rein Stockholmer Derby im Finale kam. Im Viertelfinale besiegte die Mannschaft von AIK Södertälje im Halbfinale nach drei klaren Siegen, wobei der dritte Sieg mit 11:1 besonders hervorstach. Im Finale traf der AIK auf die Mannschaft von Djurgården, die aber eigentlich chancenlos war und mit 5:2, 2:0 und 4:1 abgefertigt wurde. Der AIK war wieder schwedischer Meister. Die Finalserie blieb vor allem in Erinnerung durch Djurgårdenspieler Håkan Södergren, der Mats Alba mit dem Schläger die Nase brach, ein Foul für das Södergren den Rest der Saison gesperrt wurde.

Zur Saison 1984/85 blieb der Titel im Großraum Stockholm, als Södertälje SK die erste Meisterschaft der Elitserien für sich verbuchen konnte. SSK hatte bereits Stars wie Hans Särkijärvi und Anders Eldebrink in seinen Reihen, verstärkte sich aber vor der Saison mit weiteren großen Spielern wie Bo Ericsson von AIK und Anders „Masken“ Carlsson aus Brynäs. Als zweiter der Hauptrunde konnte Södertälje die Mannschaft von Björklöven Umeå eliminieren, bevor im Finale Hauptrundensieger Djurgården wartete. Nach je zwei Siegen kam es zum fünften und entscheidenden Finale auf neutralem Boden, dieses Mal in der Himmelstalundshallen in Norrköping, in der Södertälje mit 6:3 den Titel feiern konnte. 1986 war Södertälje wieder im Finale, verlor aber nach fünf Spielen gegen Färjestad, das unter Trainer Conny Evensson mit Spielern wie Kent-Erik Andersson, Tommy Samuelsson und Peter ”Pekka” Lindmark brillierte.

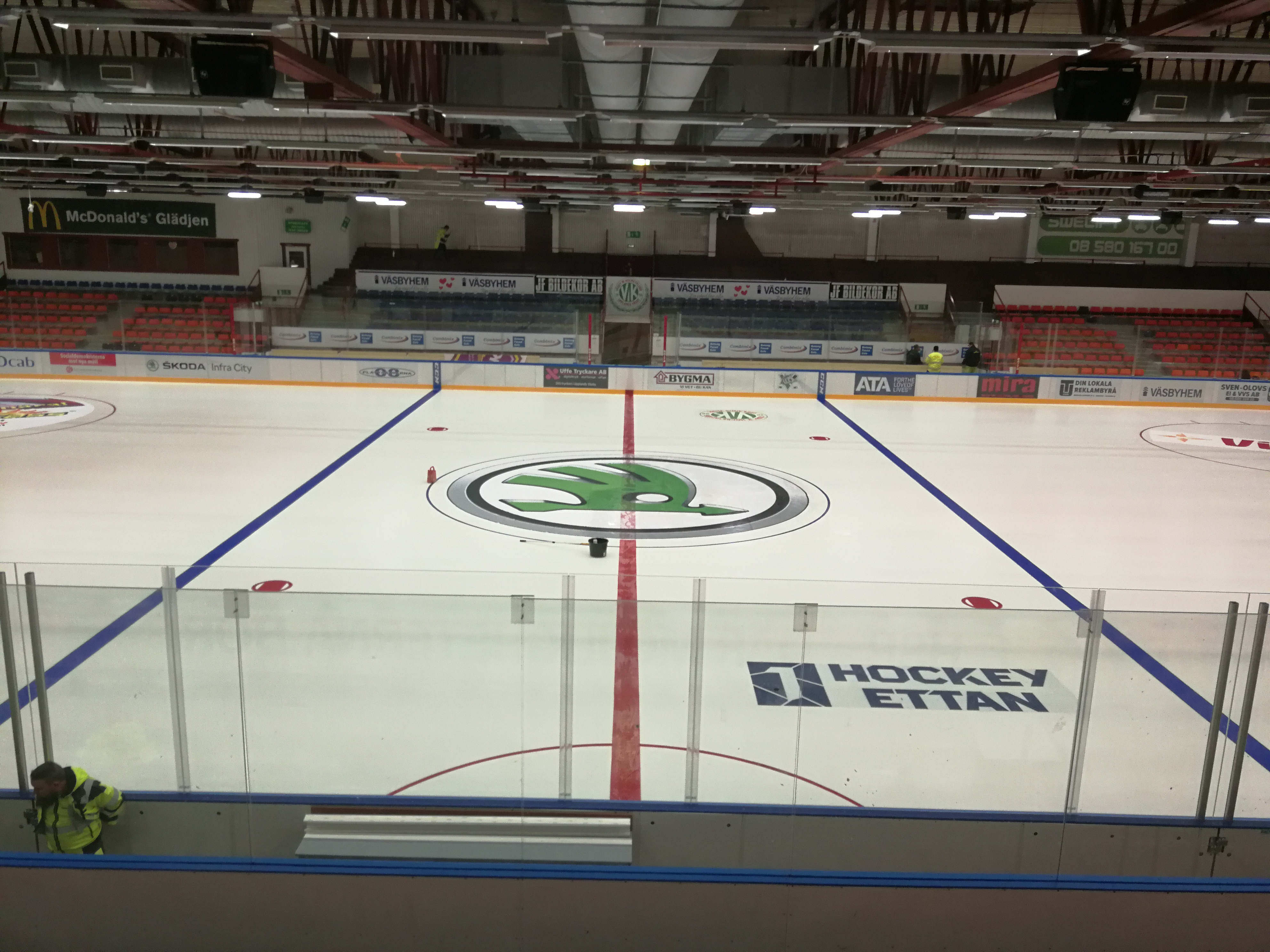
Vilundaparkens ishall (Väsby)

1987 schien die Dominanz der Stockholmer Mannschaften gebrochen zu sein, als sich mit Björklöven Umeå und Färjestad zwei nicht-stockholmer Mannschaften gegenüberstanden. Unter Trainer Hans „Virus“ Lindberg dominierte Björklöven die Saison nicht zuletzt durch den Torwart Göte Wälitalo sowie Ulf Dahlén, den Topscorer der Play-offs. Im Finale besiegte die Mannschaft aus Västerbotten Färjestad mit 3:1 nach Spielen, im letzten Match wurden die Värmländer mit 6:1 abgefertigt.
Obwohl 1987 keine Stockholmer Mannschaft um die Meisterschaft spielte, stand die Hauptstadt dennoch im Zentrum des Interesses, als der Stockholmer Vorortverein Väsby IK den Aufstieg in die Elitserien schaffte. Ein 4:2 auswärts gegen Örebro auswärts im letzten Spiel der Division I bedeutete die Teilnahme an der höchsten Spielklasse in der Saison 1987/88. Bereits damalige Zeitgenossen betrachteten das Eishockey als einen Sport, in dem das Geld eine immer größere Rolle spielte, daher überraschte der Erfolg des Vereins aus Upplands Väsby umso mehr. Die Mannschaft bekam populäre Unterstützung durch die Rockgruppe Europe (bekannt durch „The Final Countdown“), aber der Aufstieg des kleinen Eishockeyvereins wurde von den etablierten Clubs argwöhnisch beobachtet. Die Tageszeitung Dagens Nyheter bezeichnete den Erfolg von Väsby IK als „Unglück für das schwedische Eishockey“, aber es gab auch positive Stimmen: Thomas Malmquist (Expressen) sprach von dem „kleinen Liebling ganz Eishockey-Schwedens“.
Parallel zum Aufstieg von Väsby wurde die Elitserien auf 12 Mannschaften erweitert und an den Play-offs nahmen nunmehr die Mannschaften auf den Plätzen 1-8 teil. Viertelfinale und Halbfinale wurden in höchstens drei Spielen entschieden, im Finale konnte es maximal fünf Begegnungen geben. Diese Veränderungen hatten vor allem ökonomische Gründe, da mehr Play-off-Teilnehmer auch bedeutete, dass mehr Vereine mehr Spiele pro Saison absolvieren konnten und dadurch konnten mehr Zuschauereinnahmen verbucht werden. Ein anderer Effekt dieser Veränderungen war, dass das Medieninteresse anstieg. Das führte auch dazu, dass der staatliche Sender SVT seit Herbst 1985, nach dem Vorbild der NHL, Spiele der Elitserien live im Fernsehen zeigte.

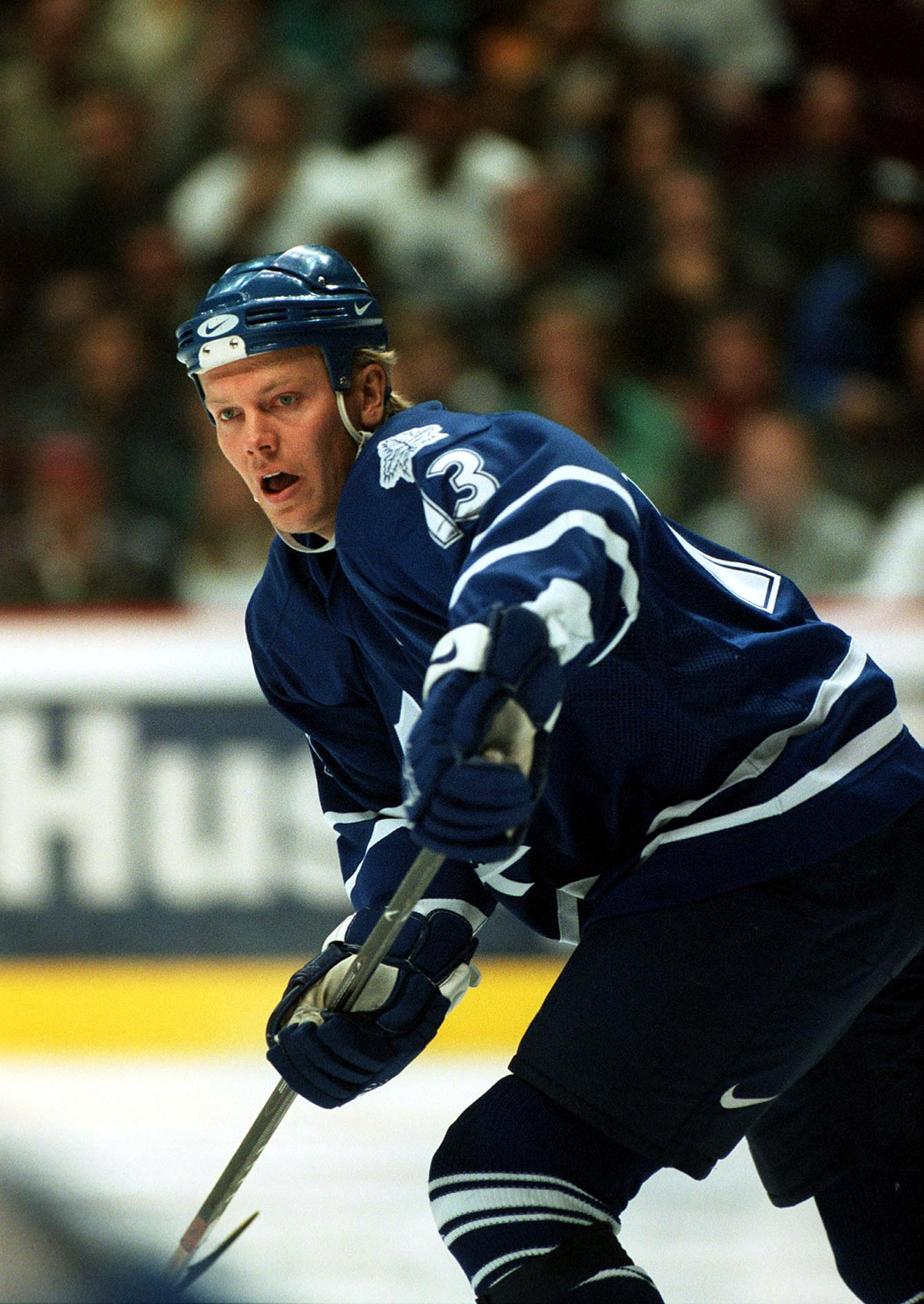
Mats Sundin (1997)

Väsby konnte sich trotz der Erweiterung der Elitserien nicht in der höchsten Spielklasse halten. In der Saison '87/88 erreichte der Vorortverein nur ein Unentschieden (am 1. Spieltag gegen Björklöven Umeå) und einen Sieg (6:3 am 8. Spieltag gegen Modo). Mit 3 Punkten landete die Mannschaft abgeschlagen auf dem 12. und damit letzten Tabellenplatz – in der Relegationsrunde belegte Väsby den letzten Platz und verpasste somit den erneuten Einzug in das Oberhaus. In der Hauptrunde dagegen dominierte ein anderer Stockholmer Verein: die Mannschaft von Djurgårdens IF erzielte die meisten Tore, kassierte die wenigsten und zog mit insgesamt 27 Siegen als klarer Favorit in die Play-offs ein, schied jedoch überraschend im Viertelfinale gegen den Rivalen AIK aus. In einem Torreichen Finale zwischen Färjestad und Björklöven behielt die Mannschaft aus Karlstad mit 3:1 Siegen das bessere Ende für sich. In den folgenden Jahren zementierte die Hauptstadt jedoch ihre Vorherrschaft im schwedischen Eishockey durch die drei Meistertitel 1989-1991 von Djurgårdens IF, eine bis heute in der Elitserien/SHL unerreichte Leistung. Die mit Starspielern wie Robert Burakovsky und Jonas Bergqvist gespickte Mannschaft von Leksands IF gewann zwar das erste Finale, aber mit profilierten Spielern in den Reihen von DIF wie Torwart Rolf Ridderwall, Håkan Södergren, Jens ”Jensa” Öhling, Jan Viktorsson und Christian Due-Boije gewannen die Stockholmer die nächsten beiden Spiele und durch ein 6:1 in Leksand sicherte sich die Mannschaft den Meistertitel 1989. In der folgenden Saison konnte Djurgården die Mannschaft im Kern erhalten und mit Spielern wie Mats Sundin hatte sie leichtes Spiel auf dem Weg ins Finale, in dem wieder einmal Färjestad wartete, das mit Stars wie Håkan Loob und Bengt-Åke Gustavsson aufwarten konnten. Nach den ersten drei Spielen, die allesamt im Sudden Death entschieden wurden, kam es zum Show-Down im ausverkauften Globen, in dem Djurgården mit einem 5:2 den zweiten Titel in Folge gewinnen konnte. Nach dieser Meisterschaft verließen zwar die späteren NHL-Stars Mats Sundin und Johan Garpenlöv die Mannschaft, ihr Weggang verhinderte jedoch nicht, dass der Verein 1991 erneut, nach Siegen gegen Södertälje im Viertelfinale sowie Västerås im Halbfinale, durch drei glatte Siege im Finale den Titel sichern konnte.

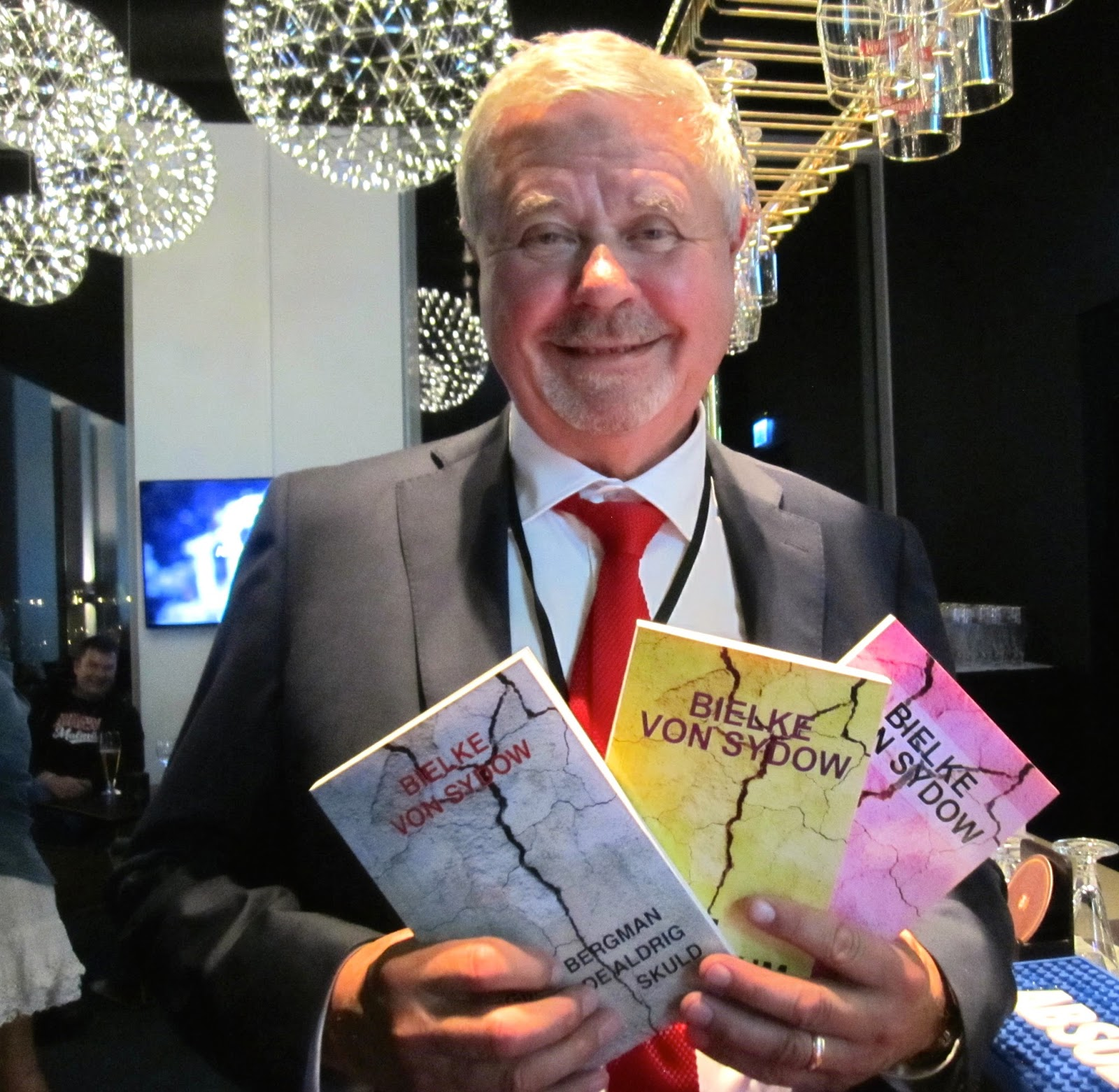
Percy Nilsson (2016)

### Percy Nilsson und der Aufstieg von Malmö IF
Mitte der 80er Jahre lag das Eishockey in Schwedens drittgrößter Stadt, Malmö, danieder. Malmö IF war gerade in die dritte Liga abgestiegen und spielte gegen regionale Clubs in der näheren und etwas weiteren Umgebung. Als der Baulöwe Percy Nilsson 1984 den Vorsitz des Vereins übernahm, bezahlte er als erstes die ausstehenden Spielergehälter und führte den Club stetig nach oben. Als Nilsson im Mai 1988 auf einer medial viel beachteten Pressekonferenz Spieler wie den damaligen Welttorhüter Peter „Pekka“ Lindmark präsentierte explodierte das Eishockey-Interesse in Malmö. Plötzlich waren Spiele von MIF in der dritten Liga genauso gut besucht, wie wichtige Spiele des Fußballvereins Malmö FF in der ersten schwedischen Fußballliga.

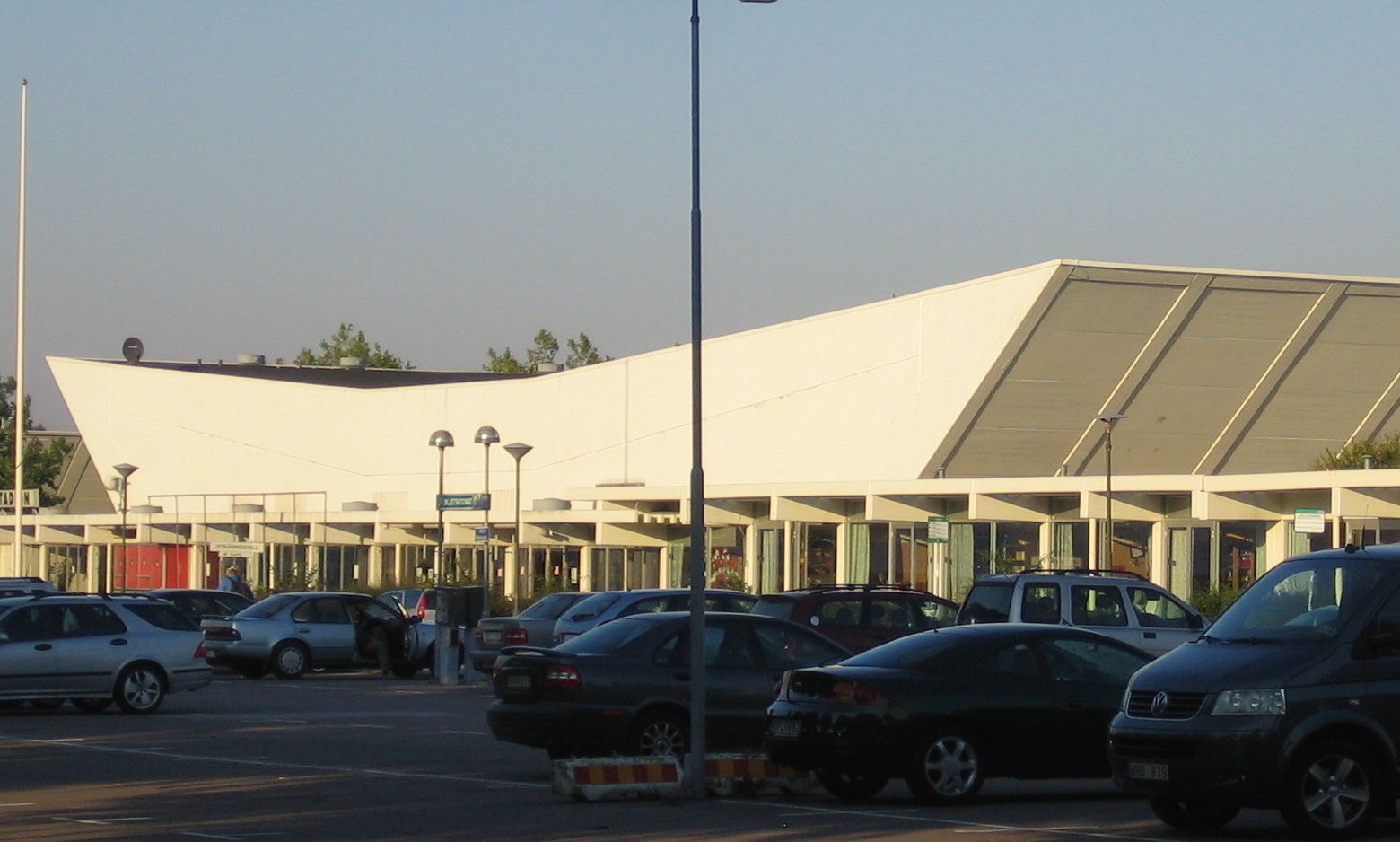
Malmö Isstadion (2006)

Mit Trainer Timo Lahtinen, der seit 1989 das Zepter in der Hand hielt, gelang der Aufstieg in die Elitserien. Dem Aufstieg im Frühjahr 1990 folgte die Teilnahme an den Play-offs 1991. Zu Beginn der Saison 91/92 verstärkte sich Malmö mit weiteren namhaften Spielern wie Mats Näslund, Robert Burakovsky und Roger Hansson, eine Mannschaft die bis zum 39. Spieltag die Tabelle anführte, ehe Färjestad sich am letzten Spieltag den Sieg in der Vorrunde sicherte. In den Play-offs aber zeigte sich die wahre Stärke von Malmö, als zuerst der AIK im Viertelfinale und danach Brynäs im Halbfinale besiegt wurde. Das Finale gegen Djurgården (1989-1991 dreimal in Folge Meister) entschied sich erst im fünften Spiel, als MIF am 14. April 1992 vor 5.940 den ersten Titel sichern konnte. Dem Erfolg in der schwedischen Meisterschaft folgte der Sieg im Europapokal 1993 als die Mannschaft aus Skåne Dynamo Moskau im Penaltyschießen besiegte. In der heimischen Elitserien wurden derweil weitere Veränderungen beschlossen, seit der Saison erhöhte sich die maximale Anzahl an Spielen in allen Play-off-Runden auf fünf. Das hinderte den Siegeszug von MIF jedoch nicht, wiederum gewann Malmö die Meisterschaft, dieses Mal gegen MoDo über fünf Spiele im Finale. Jedoch zeigte sich, dass MoDo unter Mannschaftskapitän Peter Forsberg ein härterer Gegner war als erwartet. Die ersten beiden Spiele gewann die Mannschaft aus Örnsköldsvik, bevor Malmö die Wende im dritten Spiel mit einem 7:1 in MoDos Heimspielstätte, der Kempehallen, einleitete. Die Wende kam nicht zuletzt auch dadurch, dass Peter Forsberg durch den Malmöcenter Daniel Rydmark seit dem dritten Spiel eng gedeckt und damit neutralisiert wurde. Nach dem entscheidenden Finalspiel in Malmö, dass MIF mit 3:1 gewann, war Peter Forsberg so frustriert über die Niederlage und den Schiedsrichter Börje Johansson, dass er vor laufender Kamera kommentierte: „Ich bin so verdammt enttäuscht von Börje. Er ist so verdammt schlecht, dass ich ihm eine runterhauen möchte.“ Raimo Helminen, Torschützenkönig der Saison '93/94, meint, dass die Meistermannschaft von 1994 noch einen Tick besser war als die von 1992. Ihm zur Folge spornte der Vorwurf, dass die Mannschaft nur aus zusammengekauften Spielern bestand, die Truppe zu noch größeren Leistungen an.

### Die Amerikanisierung der Elitserien

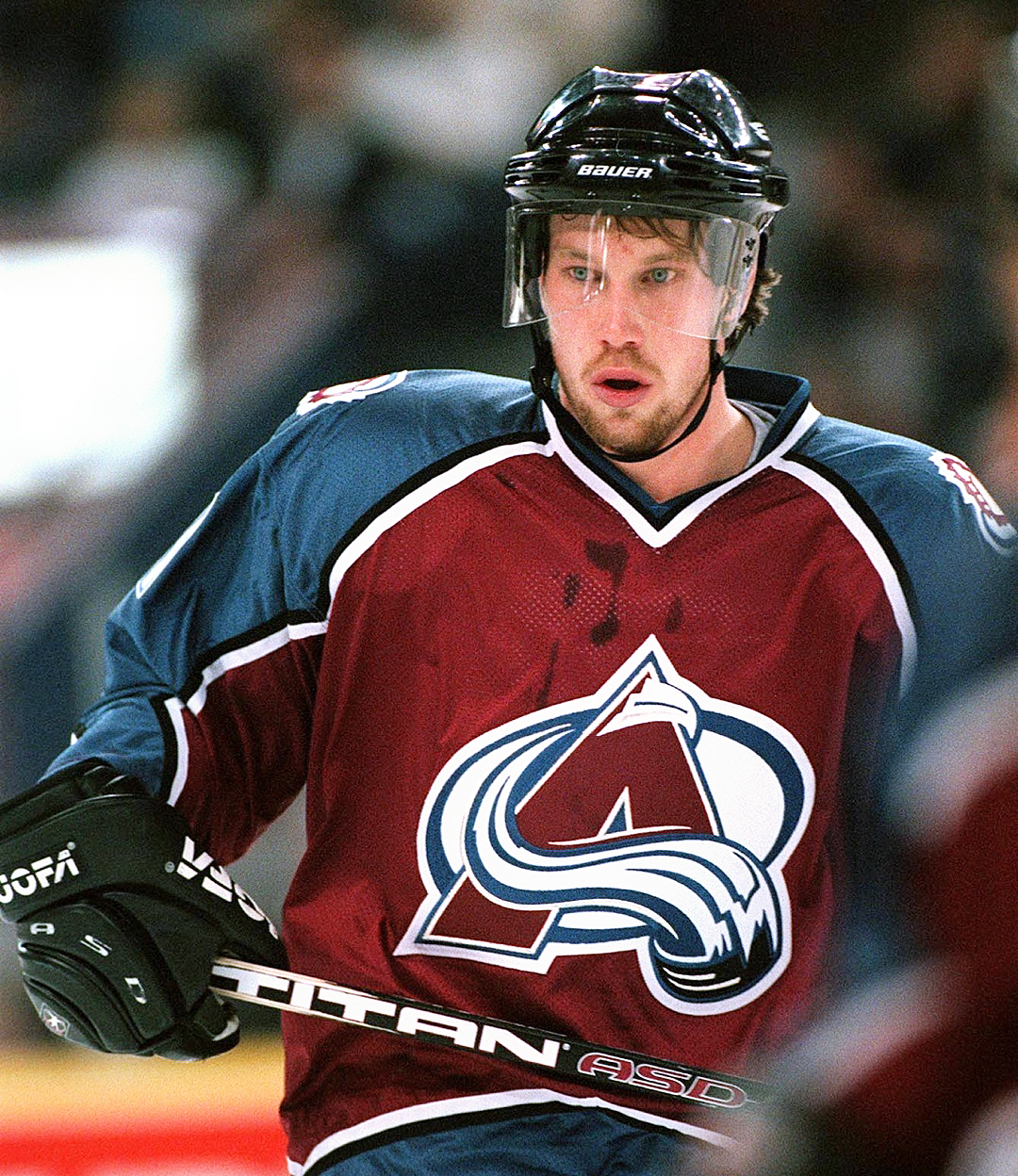
Peter Forsberg (1997)

Die 90er Jahre wurden auch von einer immer mehr um sich greifenden Kommerzialisierung begleitet, hier diente vor allem die Nordamerikanische Profiliga NHL als großes Vorbild, die auch in Schweden immer populärer wurde. Ein wichtiger Katalysator war hier der kommende Superstar Peter Forsberg, der durch sein Tor im Penaltyschießen mit zum Gewinn der Goldmedaille der schwedischen Nationalmannschaft bei den Olympischen Winterspielen 1994 beigetragen hatte und der zur Saison '94/95 in die NHL wechselte. Ein anderer wichtiger Faktor war die damals neuartige Erfindung des Internets, wodurch es einfacher wurde, die nordamerikanische Profiliga zu verfolgen. Dadurch wurde auch die Elitserien populärer und die Vereine erkannten schnell das wirtschaftliche Potenzial im Merchandising und begannen unter dem Vorsitzenden Tommy Töpel systematisch die Liga zu vermarkten. Sammelbilder von NHL-Spielern waren sehr populär bei eishockeyinteressierten Jugendlichen und so begann auch die Elitserien damit, Spielerbilder zu verkaufen. Ein nächster Schritt war, dass die Vereine ihre Namen und Embleme an die der NHL-Vereine anlehnten. So wurde Luleå HF zu den Lulea Bears, Färjestad gab sich den Zusatz Wolves, in Jönköping spielten plötzlich die Blue Bulls, und der Göteborger Verein Västra Frölunda HC änderte seinen Namen in Frölunda Indians, um nur einige Beispiele zu nennen.
Alle diese Maßnahmen zeigten den von der Elitserien gewünschten Effekt: sowohl die Einnahmen durch den Fanartikelverkauf als auch der Zuschauerschnitt stiegen deutlich an. Dieser Boom wurde auch durch die Vermarktung der Fernsehrechte begleitet, die für die Saison '94/95 von dem privaten Fernsehkanal TV4 aufgekauft wurden, wodurch den Clubs der Elitserien weitere Einnahmen in Millionenhöhe beschert wurden. Begleitet wurde das Ganze durch den Verkauf der Senderechte für die Eishockey-WM an den privaten und werbefinanzierten Fernsehsender TV3, der die Weltmeisterschaft seit 1989 produzierte und damit weitere Millionen für den Eishockeyverband generierte. Die Verzahnung von Fernseh- und Sponsoringrechten führte auch zu einem immer weiteren Anstieg der Werbeeinnahmen für die Clubs der Elitserien. Durch die immer weiter steigenden Einnahmen wurde auch die Möglichkeit des Ganztagsprofis eröffnet, eine Chance, die Färjestads BK als erster Verein 1995 ergriff. Mit den Elitserieclubs als regulären Arbeitgebern wurde auch die Frage von ordentlichen Spielerverträgen aktualisiert und mündete im ersten Flächentarifvertrag zwischen der Spielergewerkschaft SICO und der Svenska Hockeyligan, der 1999 geschlossen wurde.
Mit der Zeit verblasste jedoch die Amerikanisierung der Elitserien allmählich, der Journalist Ulf Bodin von hockeysverige.se meint, dass die NHL-inspirierten Namen und Wappen nicht notwendig waren, um die Fans an die Vereine zu binden, sondern dass viele Vereine dazu übergegangen sind, eher die Eigenheiten ihrer Region hervorzuheben. Als einer der letzten Vereine kehrte Luleå zu seinem alten Clubembleme zurück und auch Frölunda entschied im September 2020, den Namen und das Wappen zu ändern, da der Häuptling von einigen als unpassend empfunden wird.

### Neue Meister und Sensationen

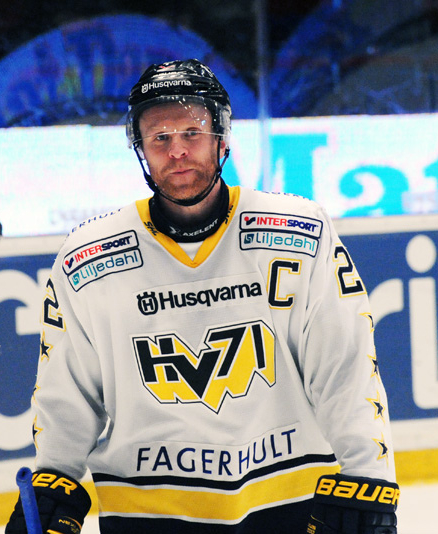
David Petrasek (2014)

HV71 trat zur Saison 1994/95 mit gestandenen Spielern wie Per Gustafsson, Kenneth Kennholt und Esa Keskinen an, dazu kamen junge Talente wie David Petrasek und Johan Davidsson sowie Torhüter Boo Ahl, der im Laufe der Saison über sich hinauswachsen sollte. Die Spielzeit an sich begann durchwachsen für den Verein aus Jönköping und nach der Vorrunde belegte die Mannschaft den achten und letzten Play-off-Platz, nur drei Punkte vor dem neuntplatzierten AIK. Mit dieser Platzierung ging HV71 als Außenseiter in die Play-offs, Journalist Niclas Andersson (Expressen) bezeichnete das Duell im Viertelfinale gegen den Erstplatzierten Djurgården als „lächerlich einfach“ („skrattmatch“) für die Mannschaft aus Stockholm. Entgegen aller Erwartungen besiegte HV jedoch Djurgården mit drei Siegen in Folge und zog ins Halbfinale ein. Trainer Sune Bergman meint, dass ein wichtiger Faktor für den Erfolg eine härtere Spielweise war, die die Spieler von Djurgården nicht gewohnt waren. Bergman hob später auch hervor, dass er Journalist Andersson dankbar war für seine Aussage, da er diese benutzte, um seine Mannschaft zu motivieren. Im Halbfinale wartete der Vorrundenzweite Malmö IF und nach zwei Niederlagen sah es so aus, als wenn die Mannschaft aus Småland ausscheiden würde, aber wieder schaffte HV71 die Sensation und gewann die Halbfinalserie mit 3:2 nach Spielen. Trainer Bergman sagte hierzu, dass er den Malmöer Verein IK Pantern trainiert hatte und sich daher mit der Mannschaft von Malmö IF gut auskannte und deswegen die Schwächen des Gegners kannte. Im Finale trafen die Jönköpinger auf Brynäs IF und auch hier benötigte es fünf Spiele, bis der Meister feststand. Die Dramatik wurde noch weiter dadurch gesteigert, dass das letzte Spiel in die Verlängerung ging und erst im fünften Drittel konnte Johan Lindbom durch seinen Treffer den ersten Meistertitel für HV71 dingfest machen. Trainer Bergman zur Folge herrschte danach eine hysterische Stimmung in Jönköping: „Alles war voll von Menschen, den ganzen Weg entlang bis ins Stadtzentrum. Ich erinnere mich daran, wie sich die Menschen auf die Straße legten, damit der Bus anhielt. Da verstand man die Größe des Ereignisses, und wie lange die Menschen gewartet hatten. Es war ein wunderbares Gefühl.“ Nach dem Gewinn der Meisterschaft wurde, in Anspielung auf Niclas Anderssons Aussage über HVs Chancen vor dem Viertelfinale, ein T-Shirt gedruckt mit der Aufschrift Ganz Schweden lacht (Hela Sverige skrattar).

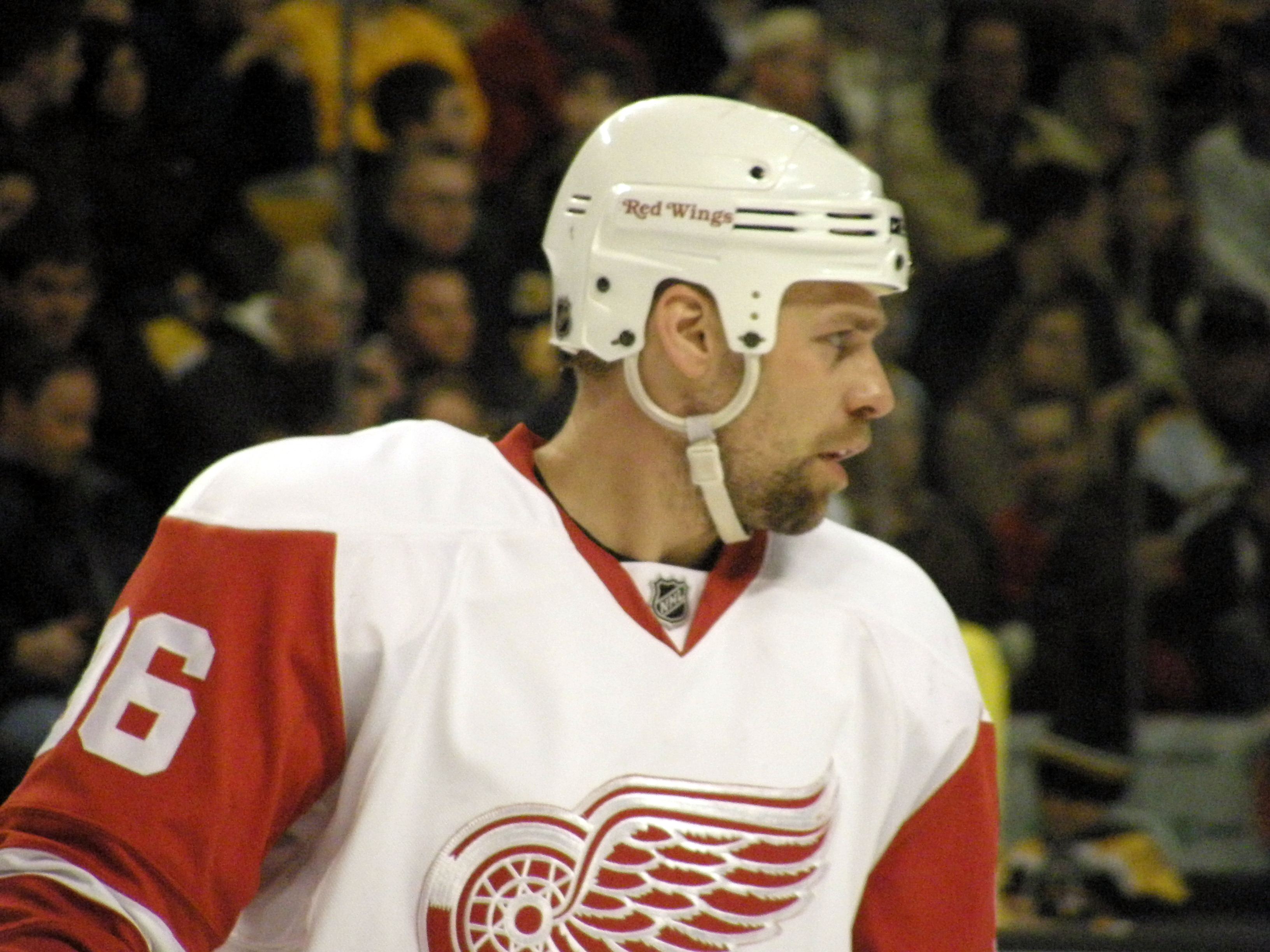
Tomas Holmström (2008)

Im Finale der Saison 1995/96 standen sich Frölunda und Luleå gegenüber, die sich eine der härtesten und blutigsten Finalserien in der Geschichte der Elitserien liefern sollten. Nach einem 7:1 von Luleå im heimischen Stadion Delfinen gelang Frölunda im Stadion Frölundaborg der Ausgleich in der Finalserie nach einem 6:2, ein Spiel, das der Journalist Niclas Andersson (Expressen) als „Inferno“ beschrieb. Im dritten Spiel gewann die Mannschaft aus dem hohen Norden Schwedens, jedoch wurde das Spiel auf dem Eis immer härter: Luleåspieler Johan Rosén fügte Frölundaspieler Nummelin eine Gehirnerschütterung zu und einem weiteren Spieler wurde ein Finger gebrochen. Luleåspieler Robert Nordberg betonte später wie physisch das Finale gewesen war: „Stellte man sich vor das Tor, wusste man, dass man einen Crosscheck abkriegen würde.“ Im entscheidenden vierten Spiel in Göteborg erwischte Luleå einen Traumstart und führte nach neun Minuten bereits mit 2:0. Im letzten Drittel kam Frölunda noch einmal auf 2:3 heran, konnte den ersten Titel von Luleå vor gut 9.200 Zuschauern in Frölundaborg aber nicht mehr verhindern. Tomas Holmström, einer der Schlüsselspieler der Meistermannschaft, meinte später, dass der Erfolg auf einer guten Kombination aus „Charakter, Stärke und Geschwindigkeit“ beruhte. Für Holmström selber bedeutete der Titel auch den internationalen Durchbruch, da es ihn nach dem Titelgewinn nach Detroit zog, wo er 15 Jahre spielte und vier Stanley-Cup-Siege verbuchen konnte. Der altgediente Luleåspieler Lars Hurtig ging nach dem Gewinn der Meisterschaft in die DEL, wo er beim EV Landshut spielte.

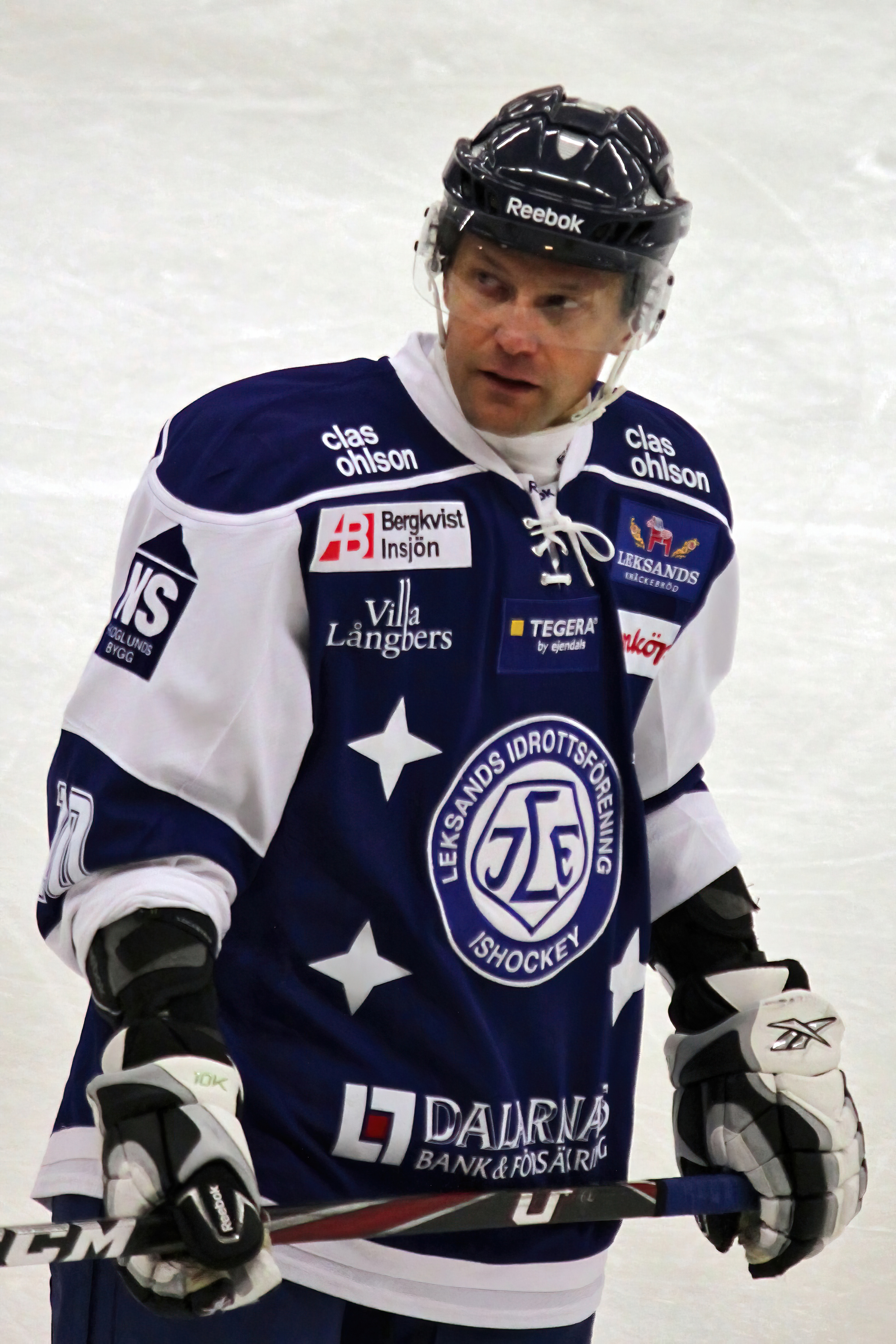
Prestberg im Trikot von LIF (2011)

In der Saison 1996/97 wurde die Anzahl der Vorrundenspiele für alle Mannschaften auf 50 erhöht, die Teams auf den Plätzen 11 und 12 spielten nun in einer Abstiegsrunde (Kvalserien) um den Verbleib in der höchsten Liga. In der Meisterschaft dominierten die Teams aus dem nördlichen Teil Schwedens, im Halbfinale zwischen Färjestad und Leksand kam es zu einer Marathonpartie, in der Andreas Karlsson kurz vor Ende der dritten (!) Verlängerung (5½ Stunden nach dem ersten Bully) das Spiel für Leksand entscheiden konnte. Färjestad drehte die Serie jedoch und stand im Finale Luleå gegenüber, ein Finale in dem Jörgen Jönsson mit seinen wichtigen Toren entscheidend zum Sieg der Mannschaft aus Värmland beitrug. Färjestad war wieder Meister. 1998 stand Färjestad zum zweiten Mal in Folge im Finale, dieses Mal gegen Djurgården. Nach vier Spielen, von denen jede Mannschaft jeweils zwei klar für sich entscheiden konnte, kam es zum fünften Spiel im ausverkauften Globen, in dem die Zuschauer einen echten Thriller erlebten. Pelle Prestberg, der die beste Saison seines Lebens spielte, erzielte das 1:0 für Färjestad, bevor Thomas Johansson im letzten Drittel ausgleichen konnte. In der Verlängerung fing FBK-Verteidiger Greger Artursson einen Pass von Djurgården an der eigenen blauen Linie ab, marschierte bis ins Angriffsdrittel und fand die Lücke zwischen den Beinen von Torwart Tommy Söderström, Färjestad war erneut Meister!

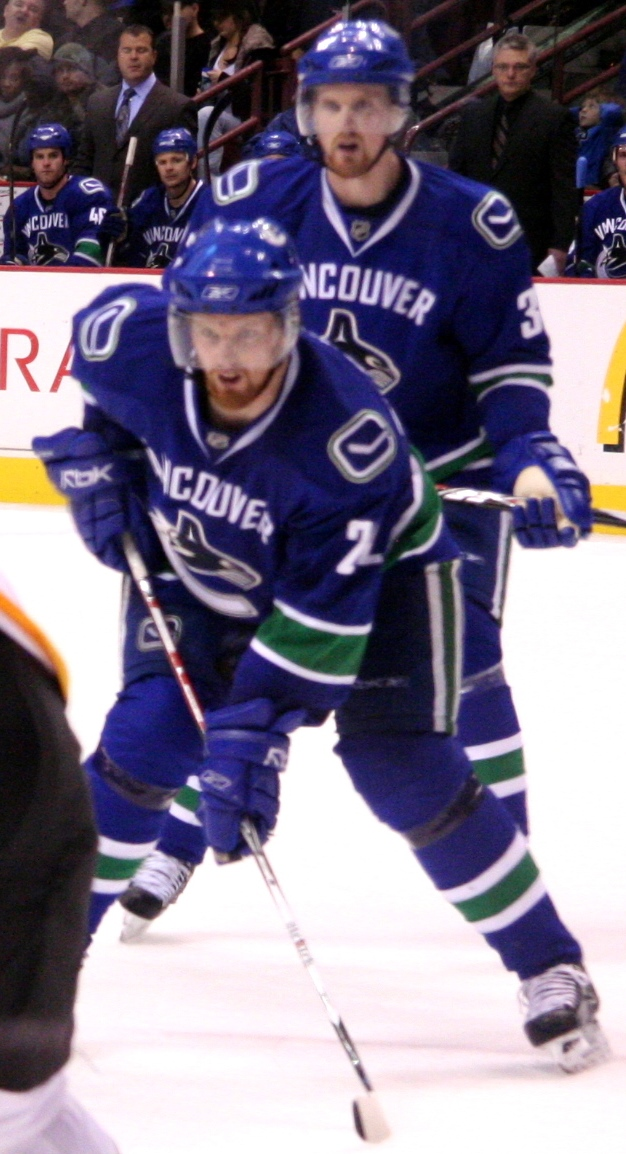
Daniel und Henrik Sedin (2007)

1998/99 wurde das Punktesystem der Vorrunde geändert, nunmehr gab es drei Punkte für einen Sieg nach 60 Minuten, ein Sieg nach Verlängerung wurde mit zwei Punkten belohnt, ein Unentschieden resultierte in einem Punkt. Veränderungen gab es auch im Titelkampf, für sowohl Brynäs IF als auch MoDo war es das erste Finale nach vielen Jahren. Nach drei Finalspielen führte das Team aus Ö-vik mit 2:1 Siegen und im vierten Spiel stand es bereits 4:1, bevor Brynäs auf 4:4 ausglich, MoDo das 5:4 erzielte und Tom Bissett mit zwei Toren das Match drehte und BIF 6:5 gewann. Im fünften Spiel gewann Brynäs, u. a. nach zwei Toren von Ove Molin, mit 4:2 und sicherte sich den Titel. Zur Saison 1999/2000 wurde ein Penaltyschießen nach der Verlängerung eingeführt, womit ein Unentschieden nach Ende des Spiels nicht länger möglich war.

### Hardy Nilssons „Torpedohockey“
Das stoppte jedoch nicht den Siegeszug von MoDo, das mit den drei jungen Spielern Daniel und Henrik Sedin sowie Matthias Weinhandl die Elitserien aufmischten. Die Angriffsreihe mit den drei 19-jährigen Spielern (daher auch „Linie 19“ genannt) erzielte fast 45 Tore und über 70 Vorlagen. Der Titel blieb MoDo jedoch wiederum verwehrt: Frölunda wurde im Viertelfinale geschlagen, im Halbfinale gelang die Revanche gegen den Finalgegner des Vorjahres Brynäs, aber im Finale unterlag die Mannschaft Djurgården, das mit Trainer Hardy Nilssons neuartigem „Torpedohockey“ MoDo keine Chance ließ. In dem von Nilsson geschaffenen Spielstil bestand eine Reihe aus einem Libero, der in der Tiefe agierte, zwei Halbverteidigern und zwei „Torpedos“ die ein intensives Forechecking spielten. Führte dieser Stil anfangs noch zu ständig freien Räumen im eigenen Drittel für die gegnerische Mannschaft, funktionierte das neue Spielsystem sehr gut, nach dem sich die Spieler darauf eingestellt hatten. Dadurch konnte Djurgården den Titel 2001 verteidigen. Nichlas Falk, Mikael Johansson und Daniel Tjärnqvist wurden hierbei zu wichtigen Spielstützen, die den Hauptstädtern den zweiten Titel in Folge bescherten. Nachdem Hardy Nilsson zur Nationalmannschaft wechselte und nach einer enttäuschenden Saison 2002/03, die mit einer Niederlage im Viertelfinale gegen Frölunda endete, übernahm Niklas Wikegård zur Spielzeit 2003/04, der das Torpedohockey-Experiment unweigerlich beendete und zu einer klassischen Aufstellung mit Verteidigern, Centern und Außebstürmern zurückkehrte, auch wenn die Mannschaft nach wie vor auf Bodychecks und Geschwindigkeit setzte. Somit konnte die Mannschaft immerhin das Halbfinale der Play-offs erreichen.
Seit der Spielzeit 2002/03 gilt der Modus Bester-aus-Sieben ab dem Viertelfinale. In der Saison 2006/07 erhöhte sich die Anzahl der Vorrundenspiele von 50 auf 55. In der Saison 2015/16 wurde die SHL auf 14 Mannschaften erweitert, in nunmehr 52 Vorrundenspielen entschied sich, welche Mannschaften die Play-offs erreichten und welche an der Abstiegsrunde (siehe oben) teilnehmen. In derselben Spielzeit wurde auch der Ab- und Aufstiegsmodus verändert: der 13. der SHL spielte nun gegen den 2. der Allsvenskan, der 14. der SHL spielte gegen den 1. der Allsvenskan direkt im Modus Bester-aus-Sieben um den Aufstieg in die bzw. Verbleib in der SHL.
2019 entschied der Vorstand des schwedischen Eishockeybundes einen direkten Aufstieg in die und Abstieg aus der SHL einzuführen, eine Veränderung, die seit der Saison 2020/21 gilt. Nach der Vorrunde treten der 13. und der 14. in einem „Play-out“ (Modus Bester-aus-Sieben) gegeneinander an. Der Gewinner dieser Serie verbleibt in der SHL, der Verlierer steigt ab. Der Absteiger wird durch einen Aufsteiger aus der HockeyAllsvenskan ersetzt.

### Sonderregelungen während der Coronapandemie (2020–2021)
Durch die Coronapandemie wurde in der Saison 2019/20 nur die Vorrunde gespielt, die Play-offs fanden nicht statt. Die Pandemie betraf auch die Spielzeit 2020/21 und führte zu zahlreichen Spielverlegungen sowie zu einer Änderung des Play-off-Modus'. Die Play-offs begannen mit den Achtelfinals für die Mannschaften auf den Plätzen 7 bis 10 (Bester-aus-Drei), die darauffolgenden Viertelfinals wurden wie üblich im Modus Bester-aus-Sieben ausgespielt, die Halbfinals wurden auf höchstens fünf Spiele verkürzt und die Finalserie wie üblich nach maximal sieben Spielen entschieden.

## Mannschaften 2023/24
| Logos | Team           | Ort          | Halle                  | Kapazität |
| ----- | -------------- | ------------ | ---------------------- | --------- |
|       | MoDo Hockey    | Örnsköldsvik | Hägglunds Arena        | 7.600     |
|       | Frölunda HC    | Göteborg     | Scandinavium           | 12.044    |
|       | Färjestad BK   | Karlstad     | Löfbergs Arena         | 8.647     |
|       | HV71           | Jönköping    | Husqvarna Garden       | 7.000     |
|       | Leksands IF    | Leksand      | Tegera Arena           | 7.650     |
|       | Linköpings HC  | Linköping    | Saab Arena             | 8.500     |
|       | Luleå HF       | Luleå        | Coop Norrbotten Arena  | 6.300     |
|       | Malmö Redhawks | Malmö        | Malmö Arena            | 13.000    |
|       | Örebro HK      | Örebro       | Behrn Arena            | 5.500     |
|       | IK Oskarshamn  | Oskarshamn   | Be-Ge Hockey Center    | 3.275     |
|       | Rögle BK       | Ängelholm    | Catena Arena           | 5.150     |
|       | Skellefteå AIK | Skellefteå   | Skellefteå Kraft Arena | 6.001     |
|       | Timrå IK       | Timrå        | SCA Arena              | 6.000     |
|       | Växjö Lakers   | Växjö        | Vida Arena             | 5.750     |

## Ehemalige Meister

### Meister seit Gründung der Elitserien
| Saison  | Meister           | Finalgegner        |
| ------- | ----------------- | ------------------ |
| 2023/24 | Skellefteå AIK    | Rögle BK           |
| 2022/23 | Växjö Lakers      | Skellefteå AIK     |
| 2021/22 | Färjestad BK      | Luleå HF           |
| 2020/21 | Växjö Lakers      | Rögle BK           |
| 2019/20 | Kein Meister*     |                    |
| 2018/19 | Frölunda HC       | Djurgårdens IF     |
| 2017/18 | Växjö Lakers      | Skellefteå AIK     |
| 2016/17 | HV71              | Brynäs IF          |
| 2015/16 | Frölunda HC       | Skellefteå AIK     |
| 2014/15 | Växjö Lakers      | Skellefteå AIK     |
| 2013/14 | Skellefteå AIK    | Färjestad BK       |
| 2012/13 | Skellefteå AIK    | Luleå HF           |
| 2011/12 | Brynäs IF         | Skellefteå AIK     |
| 2010/11 | Färjestad BK      | Skellefteå AIK     |
| 2009/10 | HV71              | Djurgårdens IF     |
| 2008/09 | Färjestad BK      | HV71               |
| 2007/08 | HV71              | Linköpings HC      |
| 2006/07 | MODO Hockey       | Linköpings HC      |
| 2005/06 | Färjestad BK      | Frölunda HC        |
| 2004/05 | Frölunda HC       | Färjestad BK       |
| 2003/04 | HV71              | Färjestad BK       |
| 2002/03 | Frölunda HC       | Färjestad BK       |
| 2001/02 | Färjestad BK      | MoDo Hockey        |
| 2000/01 | Djurgårdens IF    | Färjestad BK       |
| 1999/00 | Djurgårdens IF    | MoDo Hockey        |
| 1998/99 | Brynäs IF         | MoDo Hockey        |
| 1997/98 | Färjestad BK      | Djurgårdens IF     |
| 1996/97 | Färjestad BK      | Luleå HF           |
| 1995/96 | Luleå HF          | Västra Frölunda HC |
| 1994/95 | HV71              | Brynäs IF          |
| 1993/94 | Malmö IF          | MoDo Hockey Klubb  |
| 1992/93 | Brynäs IF         | Luleå HF           |
| 1991/92 | Malmö IF          | Djurgårdens IF     |
| 1990/91 | Djurgårdens IF    | Färjestad BK       |
| 1989/90 | Djurgårdens IF    | Färjestad BK       |
| 1988/89 | Djurgårdens IF    | Leksands IF        |
| 1987/88 | Färjestad BK      | IF Björklöven      |
| 1986/87 | IF Björklöven     | Färjestad BK       |
| 1985/86 | Färjestad BK      | Södertälje SK      |
| 1984/85 | Södertälje SK     | Djurgårdens IF     |
| 1983/84 | AIK               | Djurgårdens IF     |
| 1982/83 | Djurgårdens IF    | Färjestad BK       |
| 1981/82 | AIK               | IF Björklöven      |
| 1980/81 | Färjestad BK      | AIK Solna          |
| 1979/80 | Brynäs IF         | Västra Frölunda IF |
| 1978/79 | MoDo Hockey Klubb | Djurgårdens IF     |
| 1977/78 | Skellefteå AIK    | AIK                |
| 1976/77 | Brynäs IF         | Färjestad BK       |
| 1975/76 | Brynäs IF         | Färjestad BK       |

*= Abbruch der Saison nach Vorrunde aufgrund der Corona-Pandemie

### Meister bis 1975
| Saison | Meister               | Vizemeister           |
| ------ | --------------------- | --------------------- |
| 1922   | IK Göta               | Hammarby IF           |
| 1923   | IK Göta               | Djurgårdens IF        |
| 1924   | IK Göta               | Djurgårdens IF        |
| 1925   | Södertälje SK         | Västerås SK           |
| 1926   | Djurgårdens IF        | Västerås SK           |
| 1927   | IK Göta               | Djurgårdens IF        |
| 1928   | IK Göta               | Södertälje SK         |
| 1929   | IK Göta               | Södertälje SK         |
| 1930   | IK Göta               | AIK                   |
| 1931   | Södertälje SK         | Hammarby IF           |
| 1932   | Hammarby IF           | Södertälje SK         |
| 1933   | Hammarby IF           | IK Göta               |
| 1934   | AIK                   | Hammarby IF           |
| 1935   | AIK                   | Hammarby IF           |
| 1936   | Hammarby IF           | AIK                   |
| 1937   | Hammarby IF           | Södertälje SK         |
| 1938   | AIK                   | Hammarby IF           |
| 1939   | Kein Meister          |                       |
| 1940   | IK Göta               | AIK                   |
| 1941   | Södertälje SK         | IK Göta               |
| 1942   | Hammarby IF           | Södertälje SK         |
| 1943   | Hammarby IF           | IK Göta               |
| 1944   | Södertälje SK         | Hammarby IF           |
| 1945   | Hammarby IF           | Södertälje SK         |
| 1946   | AIK                   | Södertälje SK         |
| 1947   | AIK                   | IK Göta               |
| 1948   | IK Göta               | UoIF Matteus-Pojkarna |
| 1949   | Kein Meister          |                       |
| 1950   | Djurgårdens IF        | Mora IK               |
| 1951   | Hammarby IF           | Södertälje SK         |
| 1952   | Kein Meister          |                       |
| 1953   | Södertälje SK         | Hammarby IF           |
| 1954   | Djurgårdens IF        | GävleGodtemplares IK  |
| 1955   | Djurgårdens IF        | Hammarby IF           |
| 1956   | Södertälje SK         | Djurgårdens IF        |
| 1957   | Gävle Godtemplares IK | Djurgårdens IF        |
| 1958   | Djurgårdens IF        | Skellefteå AIK        |
| 1959   | Djurgårdens IF        | Leksands IF           |
| 1960   | Djurgårdens IF        | Södertälje SK         |
| 1961   | Djurgårdens IF        | Skellefteå AIK        |
| 1962   | Djurgårdens IF        | Västra Frölunda IF    |
| 1963   | Djurgårdens IF        | Skellefteå AIK        |
| 1964   | Brynäs IF             | Leksands IF           |
| 1965   | Västra Frölunda IF    | Brynäs IF             |
| 1966   | Brynäs IF             | Västra Frölunda IF    |
| 1967   | Brynäs IF             | Västra Frölunda IF    |
| 1968   | Brynäs                | AIK                   |
| 1969   | Leksands IF           | Brynäs IF             |
| 1970   | Brynäs IF             | Västra Frölunda IF    |
| 1971   | Brynäs IF             | Leksands IF           |
| 1972   | Brynäs IF             | Leksands IF           |
| 1973   | Leksands IF           | Södertälje SK         |
| 1974   | Leksands IF           | Timrå IK              |
| 1975   | Leksands IF           | Brynäs IF             |

Quelle: 

## Rekordmeister

### Meister der Elitserien/SHL (seit 1976)
| Rang | Verein         | Meisterschaften | Meisterschaftsjahre                                        |
| ---- | -------------- | --------------- | ---------------------------------------------------------- |
| 1    | Färjestads BK  | 10              | 1981, 1986, 1988, 1997, 1998, 2002, 2006, 2009, 2011, 2022 |
| 2    | Brynäs IF      | 6               | 1976, 1977, 1980, 1993, 1999, 2012                         |
|      | Djurgårdens IF | 6               | 1983, 1989, 1990, 1991, 2000, 2001                         |
| 4    | HV71           | 5               | 1995, 2004, 2008, 2010, 2017                               |
| 5    | Växjö Lakers   | 4               | 2015, 2018, 2021, 2023                                     |
|      | Frölunda HC    | 4               | 2003, 2005, 2016, 2019                                     |
| 7    | Skellefteå AIK | 4               | 1978, 2013, 2014, 2024                                     |
| 8    | MODO           | 2               | 1979, 2007                                                 |
|      | Malmö IF       | 2               | 1992, 1994                                                 |
|      | AIK            | 2               | 1982, 1984                                                 |
| 11   | Södertälje SK  | 1               | 1985                                                       |
|      | IF Björklöven  | 1               | 1987                                                       |
|      | Luleå HF       | 1               | 1996                                                       |

### Meister vor Einführung der Elitserien (bis 1975)
| Rang | Verein                | Titel | Meisterschaftsjahre                                        |
| ---- | --------------------- | ----- | ---------------------------------------------------------- |
| 1    | Djurgårdens IF        | 10    | 1926, 1950, 1954, 1955, 1958, 1959, 1960, 1961, 1962, 1963 |
| 2    | IK Göta               | 9     | 1922, 1923, 1924, 1927, 1928, 1928, 1930, 1940, 1948       |
| 3    | Hammarby              | 8     | 1932, 1933, 1936, 1937, 1942, 1943, 1945, 1951             |
| 4    | Brynäs IF             | 7     | 1964, 1966, 1967, 1968, 1970, 1971, 1972                   |
| 5    | Södertälje            | 6     | 1925, 1931, 1941, 1944, 1953, 1956                         |
| 6    | AIK                   | 5     | 1934, 1935, 1938, 1946, 1947                               |
| 7    | Leksand               | 4     | 1969, 1973, 1974, 1975                                     |
| 8    | Frölunda              | 1     | 1965                                                       |
|      | Gävle Godtemplares IK | 1     | 1957                                                       |

Quelle: 

## Ewige Tabelle

### Ewige Tabelle der Elitserien/SHL (1975/76–2019/20)
| Rang | Mannschaft      | Sa. | Sp   | S   | U   | N   | T+   | T-   | +/-  | Punkte | SnV | NnV | SnP | NnP |
| 1    | Färjestads BK   | 45  | 2025 | 998 | 397 | 630 | 7015 | 5745 | 1270 | 3053   | 67  | 61  | 45  | 49  |
| 2    | Djurgårdens IF  | 42  | 1897 | 847 | 381 | 669 | 6060 | 5539 | 521  | 2608   | 50  | 54  | 53  | 54  |
| 3    | Frölunda HC     | 40  | 1801 | 790 | 352 | 659 | 5731 | 5236 | 495  | 2586   | 65  | 44  | 50  | 39  |
| 4    | Brynäs IF       | 45  | 2025 | 816 | 376 | 833 | 6314 | 6335 | -21  | 2530   | 63  | 68  | 36  | 41  |
| 5    | HV 71           | 36  | 1719 | 727 | 350 | 642 | 5252 | 5018 | 234  | 2423   | 65  | 61  | 50  | 50  |
| 6    | Luleå HF        | 36  | 1719 | 737 | 343 | 639 | 5205 | 4838 | 367  | 2420   | 61  | 66  | 63  | 39  |
| 7    | Modo Hockey     | 40  | 1781 | 682 | 346 | 753 | 5586 | 5782 | -196 | 2169   | 68  | 43  | 28  | 39  |
| 8    | Skellefteå AIK  | 28  | 1235 | 545 | 216 | 474 | 3919 | 3741 | 178  | 1737   | 37  | 37  | 31  | 24  |
| 9    | Linköpings HC   | 20  | 1055 | 421 | 236 | 398 | 2851 | 2786 | 65   | 1589   | 58  | 58  | 32  | 55  |
| 10   | Leksands IF     | 33  | 1366 | 544 | 233 | 589 | 4604 | 4770 | -166 | 1508   | 14  | 24  | 21  | 24  |
| 11   | AIK             | 29  | 1214 | 464 | 217 | 533 | 3852 | 4046 | -194 | 1323   | 16  | 29  | 25  | 21  |
| 12   | Malmö IF        | 21  | 1001 | 381 | 209 | 411 | 2949 | 2919 | 30   | 1271   | 26  | 35  | 45  | 27  |
| 13   | Södertälje SK   | 24  | 1036 | 351 | 190 | 495 | 3114 | 3672 | -558 | 1065   | 28  | 25  | 6   | 19  |
| 14   | Timrå IK        | 17  | 845  | 268 | 175 | 402 | 2135 | 2586 | -451 | 1028   | 48  | 32  | 23  | 29  |
| 15   | Växjö Lakers HC | 9   | 480  | 206 | 112 | 162 | 1271 | 1137 | 134  | 785    | 27  | 23  | 28  | 34  |
| 16   | Rögle BK        | 12  | 549  | 171 | 102 | 276 | 1415 | 1744 | -329 | 607    | 23  | 31  | 10  | 12  |
| 17   | IF Björklöven   | 15  | 544  | 212 | 84  | 248 | 1857 | 2003 | -146 | 537    | 4   | 5   | 4   | 1   |
| 18   | Örebro HK       | 7   | 370  | 120 | 92  | 158 | 901  | 1019 | -118 | 493    | 22  | 33  | 19  | 18  |
| 19   | Västerås IK     | 11  | 498  | 169 | 88  | 241 | 1471 | 1809 | -338 | 461    | 3   | 5   | 4   | 1   |
| 20   | Mora IK         | 6   | 314  | 99  | 62  | 153 | 784  | 952  | -168 | 382    | 15  | 16  | 8   | 2   |
| 21   | Karlskrona HC   | 3   | 156  | 36  | 28  | 92  | 331  | 482  | -151 | 146    | 5   | 10  | 5   | 8   |
| 22   | IK Oskarshamn   | 1   | 52   | 10  | 11  | 31  | 110  | 180  | -70  | 44     | 1   | 6   | 2   | 2   |
| 23   | Örebro IK       | 2   | 72   | 10  | 9   | 53  | 221  | 406  | -185 | 29     | 0   | 0   | 0   | 0   |
| 24   | Hammarby IF     | 2   | 72   | 9   | 10  | 53  | 220  | 364  | -144 | 28     | 0   | 0   | 0   | 0   |
| 25   | Väsby IK        | 1   | 22   | 1   | 1   | 20  | 58   | 117  | -59  | 3      | 0   | 0   | 0   | 0   |

Quelle: 

### Ewige Tabelle der höchsten Liga 1923–1975
| Rang | Mannschaft            | Sa. | Sp  | S   | U  | N   | T+   | T-   | +/-  | Punkte |
| 1    | Södertälje SK         | 50  | 633 | 385 | 83 | 165 | 2724 | 1608 | 1116 | 853    |
| 2    | AIK                   | 41  | 540 | 323 | 67 | 150 | 2113 | 1397 | 716  | 713    |
| 3    | Djurgårdens IF        | 37  | 472 | 286 | 39 | 147 | 2275 | 1437 | 838  | 611    |
| 4    | Hammarby IF           | 40  | 433 | 259 | 51 | 123 | 1695 | 1095 | 600  | 569    |
| 5    | Leksands IF           | 25  | 370 | 247 | 34 | 89  | 1914 | 1080 | 834  | 528    |
| 6    | Brynäs IF             | 18  | 292 | 202 | 17 | 73  | 1717 | 957  | 760  | 421    |
| 7    | IK Göta               | 34  | 350 | 175 | 53 | 122 | 1082 | 933  | 149  | 403    |
| 8    | Västra Frölunda IF    | 15  | 254 | 158 | 21 | 75  | 1332 | 851  | 481  | 337    |
| 9    | Timrå IK              | 19  | 310 | 144 | 43 | 123 | 1278 | 1124 | 154  | 331    |
| 10   | Västerås IK           | 23  | 345 | 145 | 22 | 178 | 1315 | 1598 | -283 | 312    |
| 11   | Skellefteå AIK        | 16  | 257 | 129 | 36 | 92  | 1044 | 932  | 112  | 294    |
| 12   | Modo AIK              | 15  | 254 | 126 | 26 | 102 | 1077 | 880  | 197  | 278    |
| 13   | Gävle GIK             | 17  | 202 | 110 | 26 | 66  | 862  | 665  | 197  | 246    |
| 14   | Mora IK               | 21  | 303 | 96  | 38 | 169 | 1134 | 1395 | -261 | 230    |
| 15   | IF Björklöven         | 11  | 198 | 72  | 26 | 100 | 748  | 832  | -84  | 170    |
| 16   | KB Karlskoga          | 16  | 231 | 75  | 19 | 137 | 828  | 1110 | -282 | 169    |
| 17   | Nacka SK              | 23  | 225 | 59  | 27 | 139 | 570  | 877  | -307 | 145    |
| 18   | Karlbergs BK          | 18  | 199 | 59  | 22 | 118 | 476  | 655  | -179 | 140    |
| 19   | Färjestads BK         | 7   | 128 | 61  | 16 | 51  | 570  | 472  | 98   | 138    |
| 20   | Forshaga IF           | 12  | 144 | 58  | 10 | 76  | 587  | 733  | -146 | 126    |
| 21   | Grums IK              | 11  | 138 | 51  | 12 | 75  | 522  | 628  | -106 | 114    |
| 22   | Strömsbro IF          | 8   | 119 | 40  | 15 | 64  | 424  | 566  | -142 | 95     |
| 23   | UoIF Matteuspojkarna  | 12  | 143 | 34  | 21 | 88  | 320  | 530  | -210 | 89     |
| 24   | Tingsryds AIF         | 7   | 121 | 32  | 11 | 78  | 414  | 629  | -215 | 75     |
| 25   | Rögle BK              | 3   | 63  | 22  | 5  | 36  | 226  | 288  | -62  | 49     |
| 26   | Södertälje IF         | 6   | 66  | 20  | 9  | 37  | 103  | 216  | -113 | 49     |
| 27   | Reymersholms IK       | 5   | 63  | 20  | 7  | 36  | 104  | 163  | -59  | 47     |
| 28   | Tranebergs IF         | 11  | 105 | 18  | 11 | 76  | 188  | 442  | -254 | 47     |
| 29   | IK Hermes             | 6   | 73  | 18  | 10 | 45  | 84   | 195  | -111 | 46     |
| 30   | IFK Mariefred         | 6   | 67  | 13  | 7  | 47  | 158  | 312  | -154 | 33     |
| 31   | Örebro IK             | 4   | 86  | 15  | 3  | 68  | 224  | 582  | -358 | 33     |
| 32   | Surahammars IF        | 8   | 91  | 12  | 8  | 71  | 231  | 579  | -348 | 32     |
| 33   | IFK Stockholm         | 7   | 51  | 9   | 11 | 31  | 97   | 230  | -133 | 29     |
| 34   | Rönnskärs IF          | 3   | 49  | 11  | 4  | 34  | 137  | 290  | -153 | 26     |
| 35   | IF Linnéa             | 5   | 27  | 9   | 4  | 14  | 48   | 85   | -37  | 22     |
| 36   | Nybro IF              | 2   | 35  | 10  | 2  | 23  | 116  | 174  | -58  | 22     |
| 37   | Clemensnäs IF         | 3   | 49  | 7   | 8  | 34  | 146  | 258  | -112 | 22     |
| 38   | Atlas Diesels IF      | 5   | 50  | 8   | 6  | 36  | 142  | 289  | -147 | 22     |
| 39   | Västerås SK           | 3   | 30  | 7   | 6  | 17  | 121  | 179  | -58  | 20     |
| 40   | IK Sture              | 3   | 31  | 7   | 4  | 20  | 38   | 104  | -66  | 18     |
| 41   | IK Viking             | 2   | 28  | 8   | 2  | 18  | 87   | 178  | -91  | 18     |
| 42   | Malmö FF              | 3   | 49  | 6   | 5  | 38  | 127  | 301  | -174 | 17     |
| 43   | IK Huge               | 3   | 30  | 6   | 3  | 21  | 77   | 153  | -76  | 15     |
| 44   | Morgårdshammars IF    | 2   | 28  | 7   | 0  | 21  | 82   | 139  | -57  | 14     |
| 45   | Lidingö IF            | 3   | 23  | 6   | 0  | 17  | 52   | 110  | -58  | 12     |
| 46   | GAIS                  | 2   | 28  | 6   | 0  | 22  | 89   | 219  | -130 | 12     |
| 47   | IF Tunabro            | 3   | 42  | 5   | 2  | 35  | 105  | 274  | -169 | 12     |
| 48   | Tegs SK               | 1   | 21  | 4   | 2  | 15  | 54   | 111  | -57  | 10     |
| 49   | IF S:t Erik           | 2   | 9   | 3   | 1  | 5   | 23   | 27   | -4   | 7      |
| 50   | Skuru IK              | 1   | 10  | 3   | 0  | 7   | 33   | 56   | -23  | 6      |
| 51   | Heffners/Ortvikens IF | 1   | 14  | 2   | 1  | 11  | 36   | 91   | -55  | 5      |
| 52   | Tranås AIF            | 1   | 14  | 1   | 1  | 12  | 36   | 79   | -43  | 3      |
| 53   | Almtuna IS            | 1   | 14  | 1   | 1  | 12  | 34   | 81   | -47  | 3      |
| 54   | Sandvikens IF         | 1   | 10  | 1   | 1  | 8   | 32   | 88   | -56  | 3      |
| 55   | Sandåkerns SK         | 1   | 14  | 1   | 1  | 12  | 31   | 99   | -68  | 3      |
| 56   | Kiruna AIF            | 1   | 14  | 0   | 2  | 12  | 34   | 94   | -60  | 2      |
| 57   | BK Star               | 1   | 14  | 0   | 2  | 12  | 36   | 97   | -61  | 2      |
| 58   | Fagersta AIK          | 1   | 14  | 1   | 0  | 13  | 34   | 100  | -66  | 2      |
| 59   | Avesta BK             | 1   | 21  | 1   | 0  | 20  | 37   | 142  | -105 | 2      |
| 60   | IFK Norrköping        | 2   | 20  | 1   | 0  | 19  | 34   | 150  | -116 | 2      |
| 61   | Åkers IF              | 2   | 20  | 1   | 0  | 19  | 40   | 185  | -145 | 2      |
| 62   | Östers IF             | 1   | 14  | 0   | 1  | 13  | 35   | 111  | -76  | 1      |
| 63   | IF Göta Karlstad      | 1   | 10  | 0   | 0  | 10  | 24   | 101  | -77  | 0      |

Quelle: 

## Auszeichnungen
Nach einer Saison der Svenska Hockeyligan werden jährlich eine Reihe von Auszeichnungen verliehen:
- der Guldhjälmen (dt. Goldener Helm) für den Most Valuable Player
- die Honkens trofé für den besten Torhüter
- die Håkan Loob Trophy für den besten Torjäger
- der Årets Rookie für den Rookie des Jahres
- die Stefan Liv Memorial Trophy für den wertvollsten Spieler der Play-offs
- die Guldpipa (dt. Goldene Pfeife) für den besten Schiedsrichter